# Nữ quan
Nữ quan (chữ Hán: 女官), hay còn gọi Nội quan (内官), Cung quan (宮官) hoặc Sĩ nữ (仕女), là những từ hay dùng để gọi các cung nữ cao cấp có phẩm trật cùng địa vị trong cung đình các nền quân chủ thuộc vùng văn hóa chữ Hán là Trung Quốc, Nhật Bản, Hàn Quốc và Việt Nam.

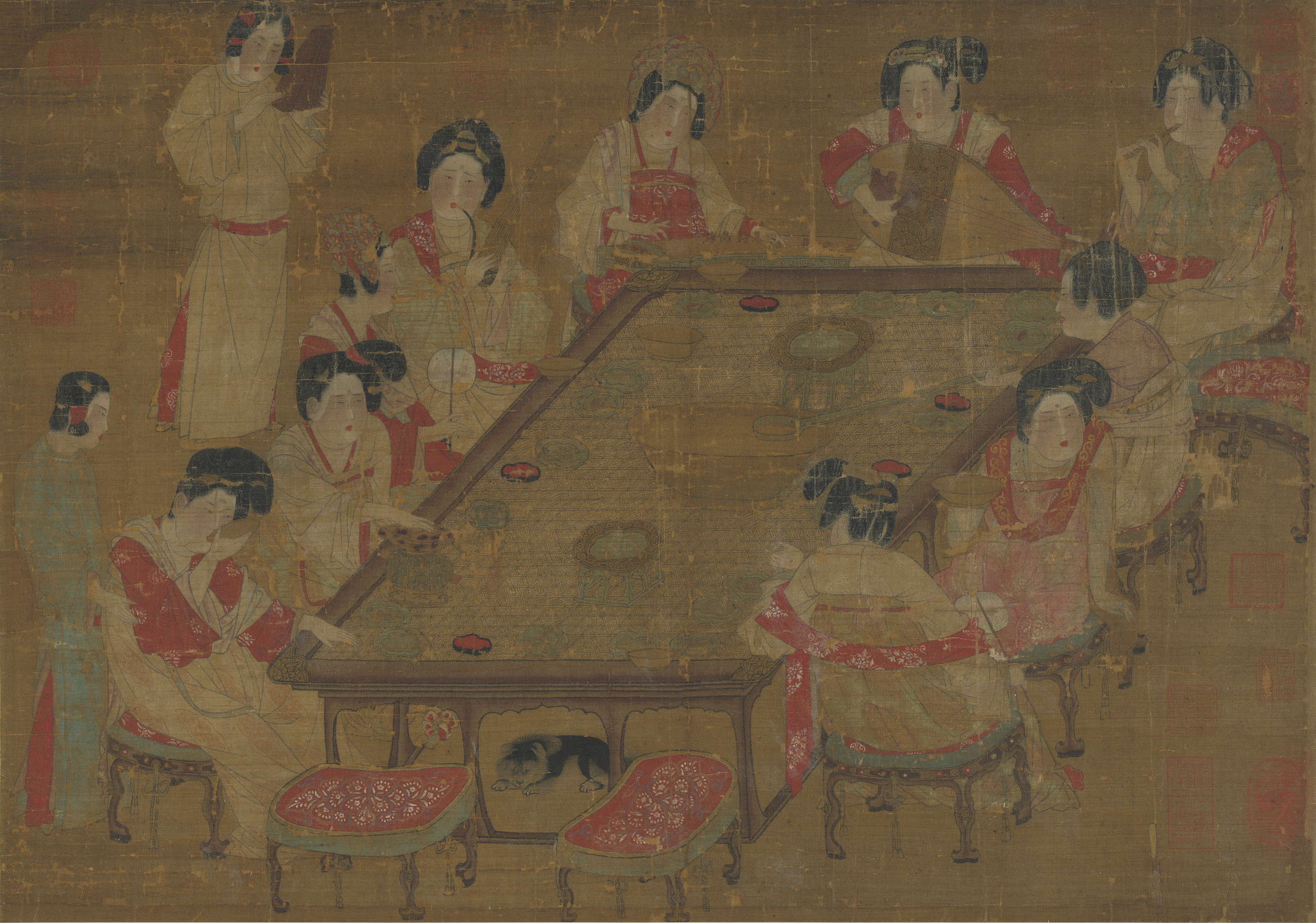
Bức tranh "Cung nhạc đồ" (宮樂圖) mô tả các sĩ nữ thời Đường.

Đối với các nền quân chủ dường như chỉ dành cho nam giới, vẫn có một số lượng ít ỏi phụ nữ xuất hiện, toàn bộ họ đều ở trong nội cung, phụ giúp xung quanh Hoàng đế hoặc Quốc vương. Họ có phẩm trật và lương bổng như mệnh nam quan, có nhiệm vụ quản lý hậu cung cung nữ, lại có thể chiếu cố giúp đỡ các Hoàng tử, Hoàng nữ hoặc Vương tử, Vương nữ hay thậm chí các phi tần trong việc giáo dục. Phận sự của họ rất đặc biệt, có hai đặc tính: một là đảm nhiệm chức vụ nội quan thông thường, mặt khác giống như một phi tần, các vị Đế vương có thể sủng hạnh họ và họ trở thành một phi tần chính thức trong cấp bậc.
Ở phương Tây, các nền quân chủ theo Cơ Đốc giáo cũng có những phận sự tương tự dù bản chất tương đối khác biệt nếu so với Đông Á. Trong tiếng Anh, họ được gọi bằng những danh xưng như lady-in-waiting, court lady hoặc palace attendant.

## Lịch sử Đông Á

### Trung Quốc

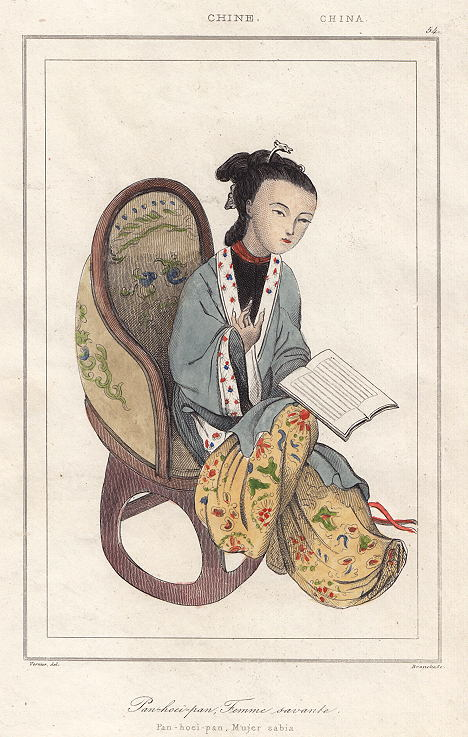
Ban Chiêu, hay "Tào đại cô", thầy dậy của Thái hậu Đặng Tuy.

Chế độ "Nữ quan" là cơ cấu rất đặc biệt trong các nước theo thể chế Hoa Hạ, đều bắt nguồn từ Trung Quốc. Từ đời nhà Chu, sự hình thành nữ quan đã có biểu hiện. Sách Lễ ký, thiên "Hôn nghĩa" ghi rõ: "Cổ giả Thiên tử Hậu, lập Lục cung, Tam phu nhân, Cửu tần, Nhị thập thất Thế phụ, Bát thập nhất Ngự thê, dĩ thính thiên hạ chi nội trị, dĩ minh chương phụ thuận". Lúc này, nữ quan và phi tần chồng lên nhau, nhất là trong Chu lễ, phần "Thiên quan" có minh xác quy định hành vi của "Cửu tần" trở xuống lãnh nhiệm vụ gì, đều là dấu hiệu cho thấy "công việc" của họ trong nội cung. Đây là nhằm mục đích "Nội hòa nhi Gia lý" (内和而家理) mà Lễ ký đề cập, khiến bên ngoài triều và nội đình có trật tự như nhau. Ban đầu, nữ quan cùng phi tần (tức Nội mệnh phụ) rất lẫn lộn. Về sau, cụ thể là từ nhà Đường đến nhà Minh, thân phận của nữ quan đã đã có những bước tách ra khỏi thân phận phi tần, nhưng cũng có trường hợp vẫn còn chồng lên nhau, do vậy thời Đường còn có danh xưng Nội quan (内官) cho phi tần, còn Cung quan (宮官) chính là để gọi các nữ quan đúng nghĩa.
Qua các chế độ quân chủ về sau, các nữ quan có vị thế và phẩm trật cao không kém các nam quan. Và cũng vì là người phục vụ trực tiếp hoàng đế ở trong cung, các nữ quan cũng sở hữu vai trò nhất định, và điều này khiến họ không chỉ có được sự tôn trọng trong nội cung mà còn được nghênh đón ở tiền triều. Sách Cựu Đường thư còn ghi nhận một chuyện, con trai thứ của Đường Cao Tổ Lý Uyên là Thư vương Lý Nguyên Danh từng được sư phó khuyên đến thăm hỏi Thượng cung đương thời, do bà đang có phẩm trật cao. Dù vậy, Lý Nguyên Danh là hoàng tử, thân phận con cháu Đế vương vẫn hơn quan viên cho nên cự tuyệt ngay, nói rằng: "Thượng cung đó cũng chỉ là gia tì của Nhị ca (Đường Thái Tông), sao ta phải bái kiến cơ chứ?". Về phương diện học vấn, đại đa số nữ quan đều phải có văn tài, vài người chỉ là Mệnh phụ nhưng được dùng lễ mời vào cung để phụ trách quản lý việc dạy dỗ trong nội cung. Ví dụ như Ban Chiêu đời Đông Hán vì vị thế gia đình họ Ban nên được Đặng Thái hậu nhận làm thầy, do bà được gả cho họ Tào nên đương thời gọi Tào đại cô (曹大家). Nữ sĩ Hàn Lan Anh đời Lưu Tống từng dâng lên bài "Trung Hưng phú" mà được chiêu nạp vào đảm nhiệm chức bác sĩ trong cung dạy học cho cung nhân, được người đời kính gọi là Hàn công (韓公). Ngoài ra, thời Đường còn có năm chị em Tống Nhược Chiêu nhờ có tài học mà được Đường Đức Tông Lý Quát triệu vào cấm cung, được xưng là "Học sĩ" cùng "Tiên sinh" như các nam nhân bên ngoài.
Nữ quan nói chung là thường không được xuất đầu lộ diện, nhưng vẫn có những người có tài năng được phá lệ. Như Thượng Quan Uyển Nhi đời Võ Tắc Thiên và Đường Trung Tông Lý Hiển, bởi vì được hai vị hoàng đế này thưởng thức tài học mà thường giữ vị trí quan trọng là chưởng quản việc viết chế mệnh, do đó tham gia sâu vào chính sự. Ngoài ra còn có Lục Lệnh Huyên, dựa vào việc từng là nhũ mẫu cho Bắc Tề Hậu Chủ Cao Vĩ mà nắm quyền, vượt lên trên cả Thái hậu. Đến thời kỳ đầu nhà Minh, nữ quan vẫn còn giữ địa vị đáng kể, tuy nhiên sau thời kỳ Vĩnh Lạc thì bị giảm bớt rất nhiều. Sang thời kỳ nhà Thanh, nữ quan từng được đề cập thiết đặt như các triều trước nhưng không được thực hiện quy mô, cuối cùng nữ quan triều Thanh chỉ là danh xưng lâm thời dành các mệnh phụ được triệu vào cung giúp đỡ các loại lễ nghi quan trọng (xem Nữ quan nhà Thanh).
Vì phải quản lý các vấn đề của riêng hoàng đế, nữ quan rất hay thân cận trong cấm cung, do đó thường cũng được liệt vào nhóm phi tần, chỉ cần Đế vương để mắt thì liền muốn giao hoan cùng họ. Lý Thần phi thời nhà Tống, ban đầu vào cung đảm nhiệm chức "Ty tẩm" hầu bên trong nội điện, lúc lo việc giường chiếu áo mền cho Tống Chân Tông Triệu Hằng mà được đưa vào màn trướng, sinh ra hoàng tử. Lại như Hiếu Mục Kỷ Thái hậu vốn là Nữ sử tiền triều, chủ quản một nơi gọi là Nội tàng khố, Minh Hiến Tông Chu Kiến Thâm ngẫu nhiên đi thị sát trông thấy Kỷ thị ứng đối trôi chảy mà lâm hạnh. Ngoài ra, từ Cửu tần trở xuống được xem là một dạng quan hàm bên trong cung, do vậy cũng có trường hợp nữ quan được thụ phong để đảm bảo vai trò trong cung mà không hẳn là quan hệ thê thiếp thông thường, ví dụ như Thượng Quan Uyển Nhi vốn là cung quan bình thường vào thời Võ Tắc Thiên, sau được Trung Tông ban chức Chiêu dung (昭容) thuộc hàng Cửu tần, lại từ đó tư thông với Võ Tam Tư.

### Các nước đồng văn

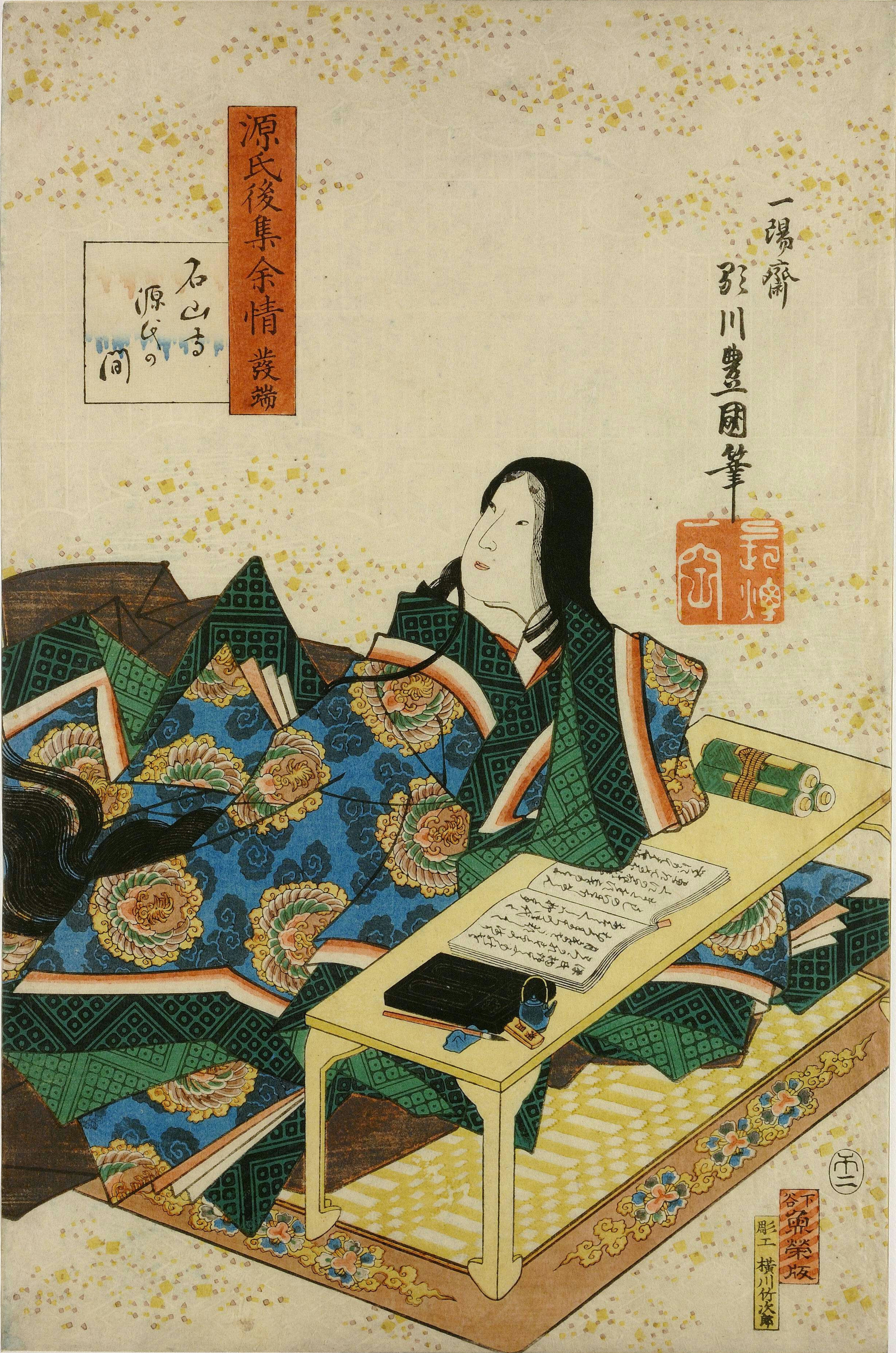
Murasaki Shikibu - một Nữ phòng cho Hoàng hậu Fujiwara no Shōshi.

Tại Nhật Bản, từ thời Heian đã có chế độ nữ quan được gọi là Hậu cung Thập nhị ty, trong đó lại chia ra Nội thị ty (內侍司) chuyên gần gũi thị hầu Thiên hoàng, và 11 cơ quan Ty khác lại có nhiệm vụ chưởng quản các vấn đề bên dưới. Họ thường là thành viên của các gia đình quý tộc đưa vào. Về cơ bản, các nữ quan đều phải là những người có học thức và xuất thân cao quý có thế lực.
Suốt thời kì Heian, các nữ quan giữ những chức danh quan trọng phục vụ nhu cầu của Thiên hoàng và các hậu cung. Một trong những điều kiện cần có để trở thành một nữ quan là họ phải biết những kiến thức về chữ Hán và được giáo dục tốt bởi các kinh thư Trung Hoa, như Tứ thư, Ngũ kinh. Các nữ quan thời kỳ này có nhiều cách gọi, trong đó có địa vị Nữ phòng (女房; Nyobō) tương đối đặc thù. Nhìn chung, các "Nữ phòng" xuất hiện như một dạng người giúp việc, bởi vì họ xuất thân tương đối cao và thông thường không phải là nữ tỳ. Công việc của họ chủ yếu là trở thành Nhũ mẫu chăm sóc con cái người chủ, hoặc là Phó mẫu giúp đỡ bà chủ trong giáo dục và giao tiếp. Đặc biệt hơn, bởi vì sự gần gũi này mà có trường hợp nữ phòng trở thành tình nhân cho ông chủ. Thân phận nữ phòng không chỉ có ở hoàng cung, mà họ còn xuất hiện trong các tư dinh của quý tộc quyền thế khác trong xã hội Nhật Bản, những vị nữ phòng thời kì này phải kể đến Murasaki Shikibu, Sei Shōnagon, Izumi Shikibu và Akazome Emon.
Trong thời kì Sengoku, vị trí nữ quan trở nên quan trọng hơn khi họ là người trung gian chủ yếu giữa Thiên hoàng và các triều thần, họ quản lý toàn bộ mọi việc trên dưới của nội cung, lên lịch làm việc, viếng thăm và nhận quà cáp cống phẩm. Khác với chế độ nữ quan Trung Hoa tập trung chủ yếu các việc chăm sóc Hoàng đế, các nữ quan của Nhật Bản trở thành người quản lý hậu cung chính thay các hoạn quan. Nữ quan phục vụ cơ bản chia làm hai loại, loại đầu tiên thì rất thân cận với Thiên hoàng, phụ trách quản lý mọi việc nhu yếu phẩm của Thiên hoàng và có thể trở thành phi tần nếu được sủng hạnh. Ví dụ cho chuyện này là vị trí Canh y (更衣), đây vốn là chức nữ quan hầu giữ quần áo của Thiên hoàng trong tẩm điện, tầm hàm Tứ phẩm hoặc Ngũ phẩm, dần dần vì vấn đề chức vụ mà thành một địa vị bán chính thức cho các phi tần. Còn loại thứ hai chỉ làm những việc bên ngoài, hoặc phục vụ cho các cung phi.
Sang thời Edo, trong cung chia hạng định nữ quan làm hai địa vị "Nữ phòng" và "Nữ trung", lấy việc gần gũi Thiên hoàng mà phân cao thấp, trong đó nữ phòng có đặc quyền được diện kiến Thiên hoàng, mà các nữ trung thì không được. Khi ấy các Shogun của Mạc phủ Tokugawa là người nắm quyền thực tế, vì muốn thể hiện quyền thế của mình nên cho xây dựng hậu viện Ōoku với một cơ chế nữ quan không thua kém gì hoàng thất. Các Nữ quan trong Ōoku đều tuân thủ thứ bậc nghiêm ngặt, cũng xuất thân từ tầng lớp samurai quyền quý và chịu sự giáo dục hoàn hảo để có thể phục vụ các Shogun. Cũng như nữ quan hoàng thất, một nữ quan tại Ōoku nếu được sủng hạnh vẫn có thể trở thành ngự thiếp với những biệt đãi tương xứng. Những phụ nữ sống trong Ōoku với tư cách nữ quan hay nữ hầu đều được biết đến là Áo nữ trung (奧女中).

Nữ sử Đạm Phương.

Trong lịch sử Việt Nam, cũng có một số các nữ quan đi vào lịch sử, bà Phạm Thị Trân là một nữ nghệ sĩ thời Đinh và cũng là người phụ nữ đầu tiên được đề cập vai trò "phụ nữ làm quan" trong thời đại phong kiến ở Việt Nam. Từ thời Đinh trở về sau, nhà Lý và nhà Trần tư liệu khiếm khuyết nên không có ghi chép rõ ràng về chế độ nữ quan, nhưng trong Đại Việt sử ký toàn thư vẫn thỉnh thoảng đề cập một vài người phụ nữ được gọi là "Nữ quan", dù vậy Toàn thư cũng không ghi rõ chức vị của họ. Ngoài ra theo câu chuyện về Huệ Chân Công chúa, con gái của Nữ quan Vương thị và Trần Anh Tông, có thể hình dung các nữ quan thời kì này có thể được Vua chúa sủng hạnh và nhận thân phận "một nửa phi tần" tương tự Trung Quốc và Nhật Bản.
Thời Hậu Lê, sự tồn tại của nữ quan ngày càng rõ ràng hơn. Thời kỳ này có một nữ quan nổi tiếng là bà Nguyễn Thị Lộ đời Lê Thái Tông, vốn là thê thiếp của Nguyễn Trãi, sau do được Lê Thái Tông để ý vì tài đức nên đã được giữ chức vụ Lễ nghi học sĩ (禮儀學士), giúp đỡ giáo huấn các cung nhân. Sau đó, Ngô Chi Lan đời Lê Thánh Tông là chị em họ của Hoàng đế, hay vào cung hầu Hoàng đế mỗi dịp tiệc tùng và thi ca, thời bấy giờ bà rất có quyền thế. Vào thời nhà Mạc, có truyền thuyết về bà Nguyễn Thị Duệ cải nam trang mà đi thi đỗ được tiến sĩ, dù về sau bà bị phát hiện nhưng không bị trừng phạt, mà còn giữ chức vị nữ quan cao cấp để dạy bảo cung nhân. Thời cuối Lê trung hưng, có Đoàn Thị Điểm nổi tiếng văn thơ cũng từng được triều đình nhà Lê cho vời vào cung để dạy bảo cung nhân. Trong phủ chúa cũng được ghi nhận vào cung tần có danh xưng nữ quan, như Chính phủ Thị nội cung tần Thượng hòa Trương Thị Trong, Thị nội cung tần Trương Thị Viên, Giáo thụ Phan Thị Toán,... đều là những nữ quan được ghi nhận.
Sang thời kỳ nhà Nguyễn, chế độ triều nghi đủ đầy, nội cung đặt chức vụ nữ quan tổng cộng 6 cơ quan chính gọi là Lục thượng (六尚). Theo sự điều chỉnh từ đời Thiệu Trị, nữ quan tại các Thượng có hai thân phận, một là cung nô lão tỳ lâu năm, hai là các Thứ phi gồm "Cung nga" và "Thị nữ" túc trực. Ngoài ra, các bà Phi bà Tần thuộc Cửu giai cũng được sai bảo "trông coi Lục thượng", như bà Từ Dụ khi là Quý phi đã được coi Thượng nghi, hoặc như bà Trang Ý khi là Hoàng quý phi đã được quyền coi sóc công việc chung của Lục thượng. Cũng như các triều trước, triều Nguyễn cũng mời mệnh phụ vào cung làm nữ quan, như có Bà Huyện Thanh Quan được Vua Minh Mạng (có thuyết nói là Vua Tự Đức) cho với vào cung và giữ chức "Cung trung Giáo tập" để dạy học cho các công chúa và cung phi. Sau đó thời Tự Đức, có Nguyễn Thị Bích nổi tiếng văn thơ, triệu vào cung làm chức vụ trong Thượng nghi viện, sau lại được ban làm Tiệp dư, đương thời gọi bà là "Tiệp dư phu tử" vì bà hay giảng giải kinh sách cho Vua Kiến Phúc và Vua Đồng Khánh. Cuối đời Nguyễn, có bà Đạm Phương xuất thân từ hoàng tộc giữ chức "Nữ sử" trong cung.

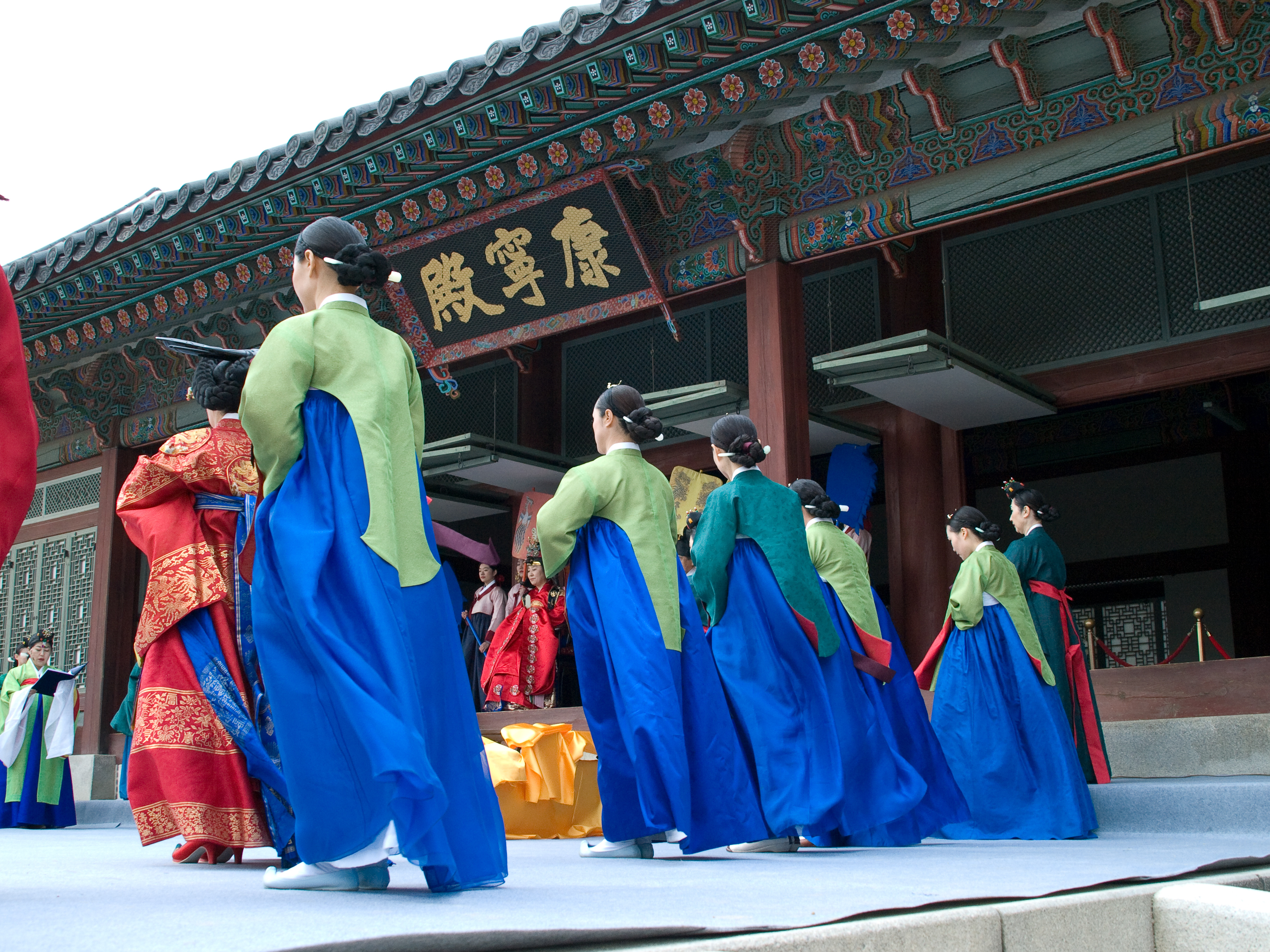
Các Thượng cung (상궁).

Còn tại lịch sử Hàn Quốc, nhà Triều Tiên cũng có chế độ nữ quan, khác với hầu hết các quốc gia thì nữ quan Triều Tiên đa phần không đòi hỏi học thức lắm, họ là các Lão nội nhân từ hàng cung nữ đề bạt lên. Nhiệm vụ chính của họ là hầu hạ Quốc vương, Vương phi và quản lý các công việc lớn nhỏ khác nhau, tùy vào chức vụ mà công việc của họ được chia ra làm các cơ quan đặc thù khác nhau. Những nữ quan đứng đầu các bộ phận, bất kể ở cơ quan nào, đều được gọi chung là các Thượng cung (尙宮; 상궁).
Do quy định cố định, một cung nữ phục vụ tối thiểu 30 năm trong cung mới có thể trở thành Thượng cung, nên đa phần đều trên 40 tuổi, trẻ nhất cũng phải hơn 35 tuổi nếu họ là các cung nữ vào cung từ khoảng 5 tuổi. Theo quy định, họ không thể kết hôn và phục vụ cho vương thất đến khi chết. Xuất thân của họ rất đa dạng, đa phần là nữ tỳ trong phủ quan lại tiến cử đưa vào cung hoặc là tầng lớp trung lưu có truyền thống làm việc trong cung. Gần như không có một nữ quan nào tiêu biểu được biết đến ở Triều Tiên, vì họ phụng sự đến già và lặng lẽ. Các Thượng cung khi đến tuổi già, trở về nhà và tiến cử con cháu trong nhà của mình lên nối chức, có rất nhiều gia tộc đời đời vào cung. Những cung nữ ngẫu nhiên cũng có thể được sủng hạnh, lúc này bất chấp họ chưa đủ tuổi hay thâm niên lâu, đều được gọi là Thừa Ân Thượng cung (승은상궁; 承恩尙宮).
Chế độ Nội mệnh phụ hà khắc khiến tôn ti rất rạch ròi, nên vấn đề thân phận được để ý hết sức nghiêm khắc, hiện tượng tỳ nữ được sủng hạnh hiếm khi xảy ra trong nội cung của Triều Tiên, càng không nói tới việc bộ phận nữ quan có thể làm Nội mệnh phụ. Trương Hy tần nổi tiếng lại là một ví dụ điển hình của sự hiếm hoi này, bà vốn là con gái tội thần, sau vào làm cung nữ và chiếm trọn sự sủng ái của Triều Tiên Túc Tông, đi lên từ Thừa Ân Thượng cung rồi Tần. Không chỉ dừng lại ở đó, bà từng trở thành Vương phi và sinh ra Triều Tiên Cảnh Tông. Sự kì tích không dễ thấy này khiến Trương Hy tần trở thành hậu cung nổi tiếng nhất lịch sử Triều Tiên.

## Lịch sử Châu Âu
Trong các quốc gia quân chủ Châu Âu, vai trò tương tự nữ quan có thể kể đến Lady-in-waiting hoặc Court Lady, có thể dịch theo Hán Việt như là Thị tùng (侍從) hay Nữ thị (女侍), tức "Những người hầu gái túc trực và hộ tống", họ đều là những người luôn kề cận và có nhiệm vụ tháp tùng các bà Chúa (Nữ vương và Vương hậu), hoặc thậm chí là Vương nữ. Tuy nhiên vai trò của họ khác với khái niệm "Cung tỳ" lẫn "Thị nữ" của Đông Á, cơ bản ở điểm các "Lady-in-waiting" đều không có thân phận nô lệ.

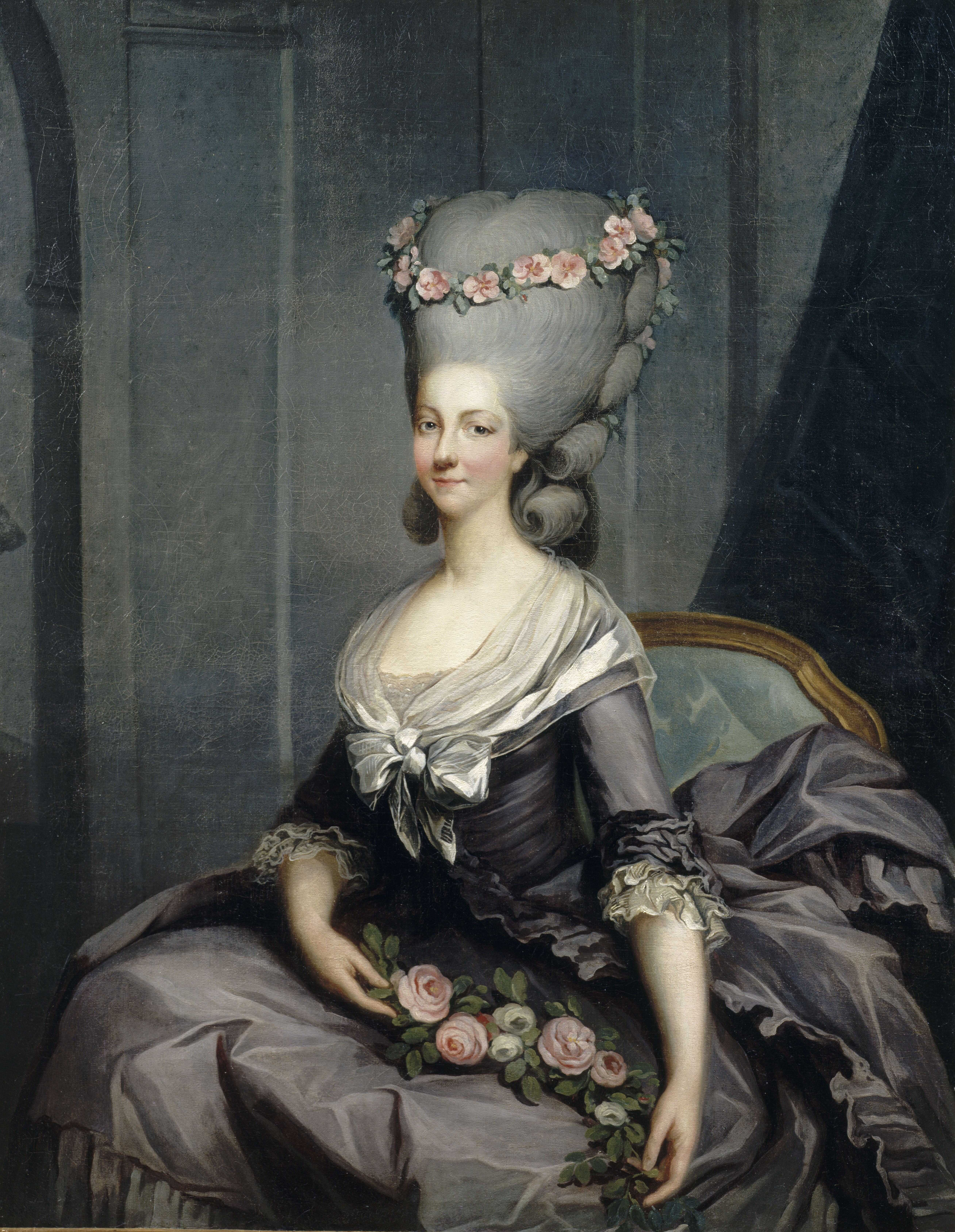
Princesse de Lamballe - một Thị tùng cho Vương hậu Maria Antonia của Áo.

Khác với cung đình Đông Á, các vị Vua chúa Châu Âu và vợ mình đều có riêng hệ thống quan hầu được gọi là "Household", hệ thống này phụ trách tất cả hạng mục dành riêng cho một cá nhân cụ thể, trong đó bao gồm việc điều phối tài chính, hộ vệ và sau cùng là vấn đề sinh hoạt riêng tư trong buồng ngủ. Cả hai hệ thống quan hầu cho vợ chồng nhà Vua đều có các quan viên là nam giới, thế nhưng trong khi các vị Vua có thể bổ nhiệm các quan viên nam giữ chức vụ thân cận trong phòng riêng, thì các bà Chúa vì lý do giới tính mà không thể áp dụng, và khái niệm "Lady-in-waiting" được sinh ra chính là vì mục đích này. Nếu như vị Vua cũng là nữ giới, thì hệ thống sẽ tương tự như các bà Chúa là vợ Vua.
Từ thời đại Đế chế Carolus còn hưng thịnh vào thế kỉ 9, nhà thần học Hincmar đã mô tả cung đình Charles Hói trong cuốn De Ordine Palatii, các triều thần đều được chi phối bởi nhà Vua cùng vợ mình. Khoảng thế kỉ 12, các Vương hậu nước Pháp đã xuất hiện những đoàn tùy tùng của riêng mình, trong đó cơ số Thị tùng đều là nữ giới quý tộc, hình thành khái niệm "Lady-in-waiting" trong văn hóa phương Tây. Thời kỳ này, khái niệm về "Lady-in-waiting" chỉ giới hạn ở thân phận cô hầu phụ việc. Sang thời kỳ Phục hưng, vai trò của phụ nữ được nhìn nhận khác đi, nên các "cô hầu" này cũng đột ngột có sự thay đổi trong cơ chế xã hội, vai trò "tháp tùng chủ nhân" của họ càng được đề cao. Triều đình của Công quốc Bourgogne đã phát triển phức tạp hóa hệ thống Thị thần, ảnh hưởng khắp Châu Âu qua Vương quốc Pháp, một nhóm phụ nữ hầu cận của Nữ vương và Vương hậu dần được khuếch đại mạnh mẽ nhằm tạo nên sự rực rỡ của vương triều. Trong thời kỳ hưng thịnh, triều đình Pháp chế định ra rất nhiều chức vụ cùng địa vị cho các thị tùng, khiến toàn bộ cung điện luôn có vẻ hào nhoáng tấp nập. Sang thế kỉ 19 và thế kỉ 20, các cung đình Châu Âu bước sang thời kỳ chứng kiến nền quân chủ thoái trào, buộc họ phải bỏ đi những sự hào nhoáng không cần thiết, các vai trò của "Lady-in-waiting" giới hạn ở tham vấn lễ nghi.
Vai trò của các "Lady-in-waiting" tại triều đình Châu Âu nếu so với Đông Á thì có sự khác biệt đáng kể, điều này cũng vì hệ thống giai cấp chủ nô tại Châu Âu không tương đồng. Điểm đáng chú ý nhất về các "Lady-in-waiting" chính là họ đều xuất thân từ tầng lớp quý tộc, ngoại quốc hoặc bản địa, chuyên phục vụ như một người bạn cho các bà chủ dòng dõi Vua chúa, chứ không phải như một nô lệ. Xuất thân của họ tuy yêu cầu phải thấp hơn bà chủ nhưng thân phận xã hội không bị hạ thấp, do đó họ như kiểu thư ký.
Dĩ nhiên trong đoàn tháp tùng của các bà Chúa vẫn có những nữ phục vụ đúng nghĩa, chuyên hầu hạ những việc tay chân, và họ được gọi là Domestic worker hoặc "Chambermaid", ứng với khái niệm Nữ dung (女傭). Tuy nhiên trong thực tế, tầng lớp "Chambermaid" này tuy mang nghĩa phục vụ nhưng lại có thân phận tự do, việc phục vụ của họ thiên về công việc hơn là nghĩa vụ, điều này cũng bởi vì chế độ nô lệ tại Châu Âu không tồn tại hoặc rất là yếu, thường kém nhất chỉ đạt đến nông nô. Những nữ dung đại đa số là chưa có gia đình, họ hiện diện trước bà chủ rất khiêm tốn, đều làm việc ở nhà kho hoặc nhà bếp vì thân phận trung lưu hoặc dân thường, và họ chỉ phục vụ với tư cách bên cạnh các bà chủ ở gia đình quý tộc. Các vị thị tùng ("Lady-in-waiting") ở Châu Âu hầu hạ bà chủ của mình dù chưa kết hôn hoặc đã kết hôn, việc họ có tiếp tục ở bên cạnh phục vụ hay không đều do bà chủ của mình quyết định. Không ít người sau khi kết hôn vẫn tiếp tục vai trò hầu cận, như Kat Ashley của Nữ vương Elizabeth I của Anh. Với các thị tùng chưa kết hôn, họ thường có gian phòng riêng trong triều đình, vì triều đình Châu Âu trước thế kỉ 19-20 là những dãy lâu đài lớn với rất nhiều phòng ốc. Với các thị tùng đã kết hôn, bà chủ có thể sẽ ban cho họ Dinh thự hoặc gia trang gần đó để họ vừa có cơ ngơi riêng, lại vừa có thể hầu cận mình. Đôi khi những thị tùng có vai trò quan trọng cũng sẽ tiếp tục được vời vào ở hẳn trong triều đình, hoặc họ sẽ chấm dứt vai trò như một dạng nghỉ hưu.
Vấn đề lương bổng của thị tùng tại Châu Âu gọi là "Salary" hay "Wage", đôi khi không bắt buộc bởi vì phần lớn bọn họ có gia cảnh quý tộc hoặc có chồng là quan chức lớn trong triều, tuy nhiên cũng có khá nhiều triều đình vì đảm bảo uy vọng mà cũng quy định chi phí hằng năm cho thị tùng giống quan viên phục vụ Quốc vương. Chế độ nhận lương thường là trả bằng hiện kim. Ngoài ra, cũng có triều đình quy định về điều khoản về phí trợ cấp (tiếng Anh gọi là "pension"), mà đối tượng nhận những khoản định này phần nhiều là những người có hoàn cảnh góa bụa hoặc được bà chủ đặc biệt yêu thích.

## Chế độ cụ thể

### Trung Quốc
Quy chế về Nữ quan ở Trung Quốc rất rõ ràng, thời nhà Chu về cơ bản đã đặt định tương đối cụ thể trong Lễ ký, nhưng tương đối còn nhập nhằng với phi tần, điều này kéo dài đến nhà Hán. Thời Lưu Tống, Lưu Tống Minh Đế bắt đầu nghĩ đến khái niệm "Nội chức" (內職), đặt định nhiều chức vụ trong hậu phòng, đứng đầu là Hậu cung Thông doãn (後宮通尹), tuy nhiên chưa rõ rằng chỉ có nữ quan, mà là nữ quan cùng hoạn quan đồng thời đảm nhiệm.
Thời Bắc Ngụy, căn cứ Ngụy thư ghi lại, hậu cung có Nội ty (內司), đều dựa vào cơ quan Thượng thư lệnh để thiết đặt. Dựa vào tên chức vụ thì vẫn là tình trạng nữ quan cùng hoạn quan đồng thời đảm nhiệm, bao gồm: 
- Tác ty (作司), Đại giám (大監), Nữ thị trung (女侍中), 3 chức vụ, đều hàm Chính nhị phẩm;
- Giám (監), Nữ thượng thư (女尚書), Mỹ nhân (美人), Nữ sử (女史), Nữ hiền nhân (女賢人), Thư sử (書史), Thư nữ (書女), Tiểu thư nữ (小書女), đều vị Tam phẩm;
- Trung tài nhân (中才人), Cung nhân (供人), Trung sử (中使), Nữ sinh tài nhân (女生才人), Cung sử cung nhân (恭使宮人), đều vị Tứ phẩm;
- Xuân y (春衣), Nữ tửu (女酒), Nữ hưởng (女饗), Nữ thực (女食), Hề quan nữ nô (奚官女奴), đều vị Ngũ phẩm.

Thời kỳ nhà Tùy, hậu cung phản chiếu Lục bộ mà thiết lập Lục cục (六局). Sau khi nhà Đường thành lập, tiếp tục dựa theo chế độ nhà Tùy mà hoàn thiện, về sau ảnh hưởng sâu rộng, là hình mẫu chế độ nữ quan mà Tống-Minh noi theo. Trong Lục cục, đứng đầu là Lục thượng (六尚), tương tự Thượng thư, đều là Chính ngũ phẩm. Trong mỗi cục lại có 4 cơ quan là Ty (司), chức quan đều lấy tên cơ quan, hàm Chính lục phẩm. Giúp việc cho mỗi Ty là Điển (典), hàm Chính thất phẩm và Chưởng (掌), hàm Chính bát phẩm. Tên các Điển và Chưởng đều gọi theo tên của Ty, có tổng cộng 24 Ty, tức Nhị thập tứ Ty (二十四司). Trong các Ty, ngoài Điển và Chưởng, còn có các Nữ sử (女史) giúp việc, số lượng từ 2 người đến 10 người tùy yêu cầu của từng cơ quan, đều không vào phẩm trật.
Chế độ "Lục cục Nữ quan", căn cứ Cựu Đường thư cùng Tân Đường thư ghi lại:
- Thượng cung cục (尚宮局): nắm giữ mọi việc của Lục cục. Phàm khi các cơ quan Lục cục xuất nạp văn tịch đều phải thông qua Thượng cung cục này. Cơ cấu gồm:
  - Ty kí (司記), khi trong cung đưa văn bản ra vào, đều phải do Thượng cung ấn dấu lên để xét duyệt, Ty ký giúp bảo quản ấn;
  - Ty ngôn (司言), phụ trách việc truyền lệnh khải tấu;
  - Ty bộ (司簿), người trong cung ra vào thì Ty bộ sẽ viết lại ngày tháng, đồng thời lên danh sách việc ban phát lương bổng cùng tặng thưởng cho cung nhân;
  - Ty vi (司闈), phụ trách việc khóa cài các cổng cung cấm;
- Thượng nghi cục (尚儀局): nắm giữ lễ nghi, dẫn dắt cho Hoàng hậu. Cơ cấu gồm:
  - Ty tịch (司籍), quản lý 4 bộ kinh sách cùng bút viết bàn kỷ;
  - Ty nhạc (司樂), có trách nhiệm hướng dẫn đám Nhạc kỹ Nhạc nhân luyện chuyện đàn hát và kỹ thuật ca múa đánh trống;
  - Ty tân (司賓), quản việc tiếp đãi khách khứa khi có triều kiến, yến hội hoặc thưởng tứ;
  - Ty tán (司贊), có nhiệm vụ giúp đỡ chuyện sắp xếp yến hội;
- Thượng phục cục (尚服局): quản lý các đồ đạc như lễ phục, lễ khí, thang mộc của Hoàng đế. Cơ cấu gồm:
  - Ty bảo (司寶), nắm giữ vật bảo như ngọc khắc ngự phù cùng họa phẩm;
  - Ty y (司衣), bảo quản áo và phục sức riêng cho Hoàng đế;
  - Ty sức (司飾), lưu trữ các loại thuốc chăm sóc tóc như cao mộc cùng khăn lược;
  - Ty trượng (司仗), bảo quản Nghi trượng Nghi vệ dùng cho xuất hành;
- Thượng thực cục (尚食局): phụ trách nếm trước các loại Ngự thiện, ngoài ra còn quản lý rượu chè và Y dược của Hoàng đế. Cơ cấu gồm:
  - Ty thiện (司膳), đảm việc nấu nướng;
  - Ty uấn (司醞), bảo lưu các loại rượu ngon rượu ngọt và đồ uống;
  - Ty dược (司藥), bảo quản các loại thuốc thang;
  - Ty xí (司饎), nắm việc cung cấp cho Cung nhân các hạng lương thực, cơm nước cùng củi than;
- Thượng tẩm cục (尚寢局): quản lý thiết đặt Tẩm cung Hoàng đế mỗi khi ngự giá ở cung nào, đồng thời giám sát việc Hậu phi hầu tẩm. Cơ cấu gồm:
  - Ty thiết (司設), coi sóc màn trướng đệm chiếu cùng việc quét tước bày biện;
  - Ty dư (司輿), nắm các loại cờ quạt kiệu xe;
  - Ty uyển (司苑), quản hạt giống gieo trồng cùng các loại rau quả;
  - Ty đăng (司燈), tất quản đèn đóm đuốc nến;
- Thượng công cục (尚功局): quản lý các vấn đề về nữ công, sửa chữa và tạo ra đồ đạc hoặc y phục. Cơ cấu gồm:
  - Ty chế (司制), quản việc cắt may Ngự phục;
  - Ty thải (司彩), quản Ấn bảo và thượng phẩm của Hoàng đế;
  - Ty trân (司珍), cất giữ các loại vải vóc gấm đoạn quý giá;
  - Ty kế (司計), quản việc chi tiêu y phục, ẩm thực cùng củi than;

Ngoài ra còn có các chức ngoài Lục cục như Cung chính (宮正) hàm Chính ngũ phẩm; Ty chính (司正) hàm Chính lục phẩm và Điển chính (典正) hàm Chính thất phẩm; có nhiệm vụ xử xét sai trái của nữ quan và cung nữ, phụ giúp có 4 Nữ sử. Bên cạnh đó, triều Đường còn có Văn Học quán (文學館), do các nữ quan có học thức đảm nhiệm, sẽ được thăng làm Học sĩ (學士), phụ trách giảng dạy phi tần và cung nhân kiến thức.
Triều đại nhà Tống và nhà Minh, căn bản đều có Lục cục Nhất ty dựa theo mô hình của nhà Đường, chức trách không khác biệt lắm. Theo Minh sử, Minh Thái Tổ Chu Nguyên Chương thiết lập Lục cục nhất Ty, Lục cục có: Thượng cung, Thượng nghi, Thượng phục, Thượng thực, Thượng tẩm và Thượng công. Nhất ty tức Cung chính, đều vị Chính ngũ phẩm. Mỗi cục có 4 Ty, và đều do Thượng cung quản lý toàn bộ, ngoài ra còn thiết đặt Nữ sử gồm 18 người, chức vụ căn bản đều như Đường. Bên trong Thượng nghi cục đặt thêm chức Đồng sử (彤史), có 2 người, trật Chính lục phẩm, quản việc yết kiến tiến ngự, phàm hậu phi được triệu hạnh thì các Đồng sử phụ trách ghi lại ngày tháng.
Sau khi thành lập nhà Minh, Chu Nguyên Chương xuất phát từ mục đích "cường hóa hoàng quyền", đối với chế độ nữ quan cực kỳ coi trọng, tiến tới đem cái chế độ đồ sộ này nạp vào bên trong hệ thống quân chủ chuyên chế. Cơ cấu nữ quan triều Minh, ngoại trừ tham khảo và hấp thu chế độ từ các triều trước, lại phỏng theo triều Đường mà tăng trí Cung chính ty, lại thêm thiết đặt các cấp Nữ sử cùng Đồng sử, công năng càng kiện toàn cùng hệ thống càng đồ sộ. Tham vọng này được Minh sử ghi nhận lại:
| “                                              | 諸妃位號亦惟取賢、淑、莊、敬、惠、順、康、寧為稱，閨房雍肅，旨寓深遠。又命工部製紅牌，鐫戒諭后妃之詞，懸於宮中。牌用鐵，字飾以金。复著令典，自后妃以下至嬪御女史，鉅細衣食之費，金銀幣帛、器用百物之供，皆自尚宮取旨，牒內使監覆奏，移部臣取給焉。若尚宮不及奏，內使監不覆奏，而輒領於部者，論死。或以私書出外，罪亦如之。宮嬪以下有疾，醫者不得入宮，以證取藥。何其慎也！是以終明之代，宮壼肅清，論者謂其家法之善，超軼漢、唐。 . Vị hiệu các Phi là trên dưới luận từ những chữ "Hiền", "Thục", "Trang", "Kính", "Huệ", "Thuận", "Khang", "Ninh" để gọi. Chốn khuê phòng hòa hợp sung túc, nhưng chỉ được đặt ở nơi sâu lánh. Lại mệnh cho bộ Công làm Hồng bài, khắc vào lời huấn dụ dạy bảo đám Hậu phi, trịnh trọng treo lên ở trong các cung. Bài làm bằng sắt, mà chữ mạ vàng. Khôi phục lệnh điển từ trước, phàm Hậu phi trở xuống đến Tần ngự Nữ sử, hễ cần chi phí khổng lồ dùng cho y phục ăn uống, kim ngân lụa là cùng cung cấp đồ vật ra sao, đều từ Thượng cung lấy Chỉ, thông qua Nội sử giám phúc tấu, rồi từ đó đưa lên cho quan viên ở Bộ chính thức xuất kho. Nếu như Thượng cung không tấu hoặc quan Nội sử giám chưa phúc tấu, mà quan ở Bộ tự xuất kho, sẽ luận tội chết. Còn như dám đem thư riêng ra khỏi cung, cũng là tội chết. Cung tần trở xuống có bệnh, không được đưa Y nhân vào cung mà chỉ tự dựa theo chứng bệnh tự lấy thuốc. Phép tắc cẩn thận như vậy đó thay! Đến tận hết đời Minh, chốn cung vi thanh tịnh, tất đều dựa vào cung chế nghiêm ngặt mà hợp lý này đó thôi. Quả thật vượt qua Hán, Đường lắm. | ” |
| — Trích từ "Hậu phi truyện nhất" trong Minh sử | |   |

Chế độ nhà Minh cũng theo nhà Đường, đều tuyển con nhà dân gian có học thức, gia cảnh trọng sạch để trực tiếp dùng lễ đưa vào cung. Gia đình của họ sẽ được miễn lao dịch, chi phí đi đường cũng do triều đình thu xếp. Ví dụ năm Hông Vũ thứ 5, tuyển phụ nữ hai phủ Tô Châu và Hàng Châu, được 44 người nguyện vào cung, thụ Nội chức, nên gia đình miễn lao dịch. Vào đời Hồng Vũ, đa phần tuyển chọn từ 30 tuổi trở lên, dưới 40 tuổi đều nhất thiết chưa chồng, nhưng nếu ở góa hay là ế thì vẫn được. Bên cạnh đó, tuyển nữ quan và tuyển cung nữ là hoàn toàn khác nhau, như nữ quan cần thiết là phải biết đọc chữ cùng thông hiểu phép tính. Có thể nói, nhà họ có thể nghèo, nhưng đều phải có tri thức – yêu cầu tiên quyết để làm nữ quan. Vào thời điểm nhà Minh cai trị, đa phần đều tuyển nữ quan tại Giang Nam, do phụ nữ Hà Bắc phần nhiều đều không biết chữ nghĩa.
Vai trò của nữ quan nhà Minh, cũng như Tống và Đường, đều tập trung ở việc sinh hoạt của Hoàng đế, do vậy sự ảnh hưởng của họ chủ yếu là lên Hoàng đế. Đời Minh Vũ Tông, vì cảm thấy Thượng tẩm cục quản rất nhiều chuyện, bao gồm trú tại cung nào, lâm hạnh cung tần nào cũng đều phải qua tay Thượng tẩm cục, vì vậy bãi bỏ đi. Từ đó Vũ Tông mới có thể thoải mái trú tại bất kỳ đâu mình vừa ý, lâm hạnh cung tần thì không cần phải chịu giám sát của một bộ phận các nữ quan nữa. Sự hưng thịnh của nữ quan triều Minh dần suy thoái sau thời kỳ Vĩnh Lạc của Minh Thành Tổ Chu Đệ, chức việc quan trọng của nữ quan dần do Hoạn quan giám sát khống chế và chiếm lĩnh. Tốt cuộc đến cuối Minh, nữ quan chỉ tồn tại trong 4 Ty của Thượng bảo ty (尚寶司) chuyên giữ Ấn chương Ngọc tỷ mà thôi.
Sang thời nhà Thanh, xử lý nội vụ đều do Nội vụ phủ cai quản, hệ thống nữ quan tuy từng được đề cập trên văn bản thời Thuận Trị, song lại không có tiến hành, hay tiến hành không rõ ràng. Dẫu vậy, khái niệm nữ quan vẫn tồn tại để chỉ các Ngoại mệnh phụ tham gia trong các dịp đại lễ.

### Nhật Bản

#### Hậu cung Thập nhị ty

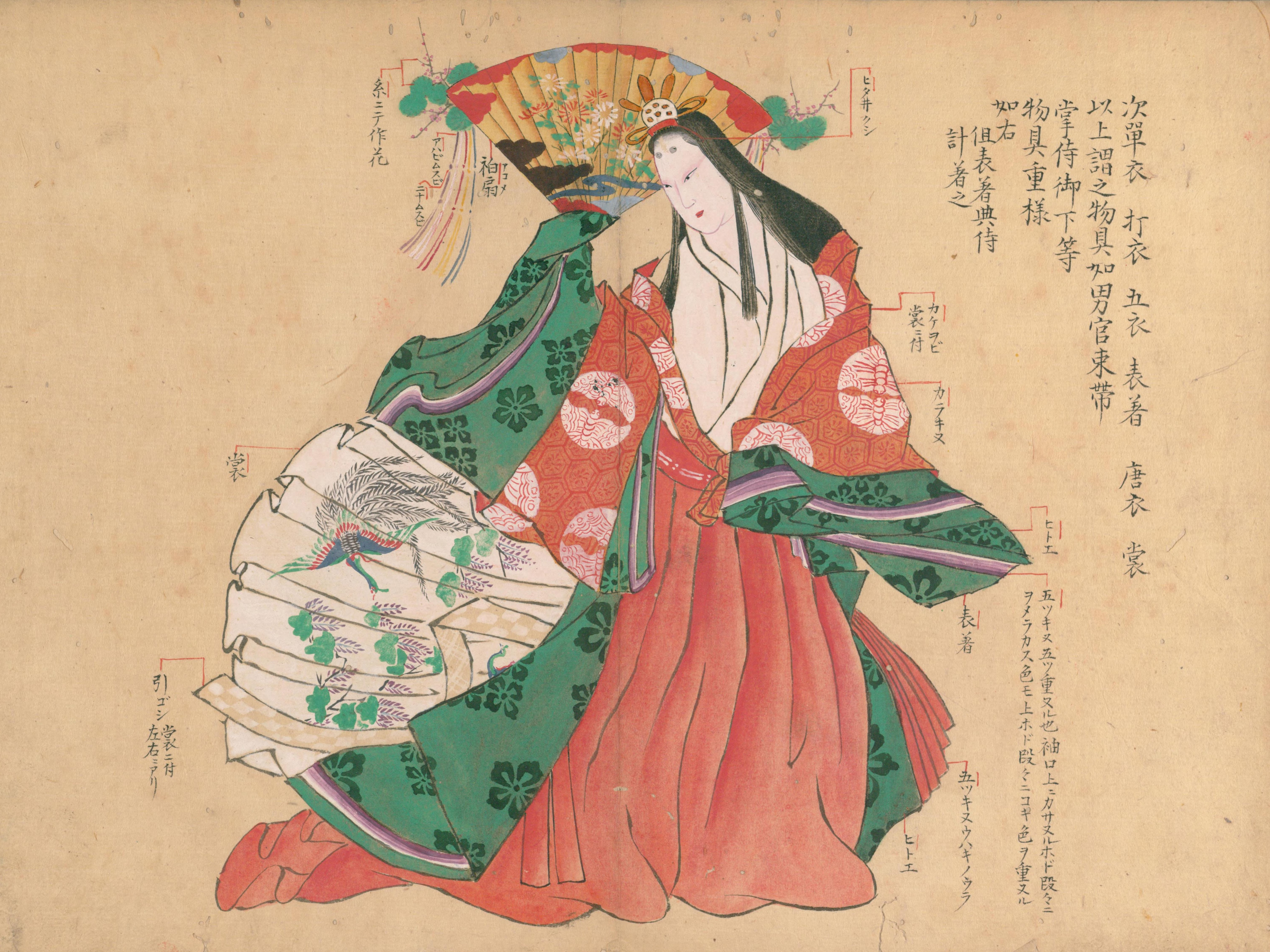
Hình vẽ trang phục nữ quan phục vụ Thiên hoàng trong 《Trang thúc trứ dụng chi đồ》.

Cơ quan của các Nữ quan Nhật Bản được gọi là Hậu cung Thập nhị ty (後宮十二司; こうきゅうじゅうにし), có nhiệm vụ hầu hạ Thiên hoàng và hoàng thất Nhật Bản. Triều đình Nhật Bản cũng quy định danh xưng rất cụ thể, những ai có quan hàm xưng "Nữ quan", nếu chỉ vào cung làm thị tùng thì là Nữ phòng (女房; にょうぼう). Ngoài ra còn có Mệnh phụ (命婦; みょうぶ), Nữ nhụ (女孺; にょじゅ), Thải nữ (采女; うねめ) cùng Xuy nữ (炊女; かしぎめ) là các danh xưng trung gian giữa địa vị nữ quan và nữ phòng.
Việc thiết đặt Thập nhị ty có điểm áp dụng theo "Tứ đẳng quan" (四等官) có từ Luật lệnh chế (律令制; りつりょうせい). Chế độ này của Nhật Bản sẽ thiết đặt 3 dạng chức quan điều phối trong một cơ quan, bao gồm: "Trưởng quan" (長官; かみ), "Thứ quan" (次官; すけ) cùng "Phán quan" (判官; じょう), còn một vị trí cuối được gọi là "Chủ điển" (主典; さかん), được mặc định là nhân sự phổ thông trong cơ quan. Trong các Ty này, ứng với Trưởng quan là các chức "Thượng" (尚; しょう), Thứ quan là các chức "Điển" (典; てん), Phán quan là các chức "Chưởng" (掌; しょう), còn các Chủ điển chính là "Nữ nhụ" hoặc "Thải nữ" - những nhân viên thường trực chuyên làm việc trong Ty. Tuy nhiên trong 12 Ty này thì chỉ có 4 Ty là "Nội thị ty", "Tàng ty", "Thiện ty" cùng "Phùng ty" là đặt ra 3 đẳng quan viên, các Ty còn lại chỉ có 2 cấp Trưởng quan cùng Thứ quan mà không quy định Phán quan. Các nữ quan thuộc 3 đẳng khi được bổ nhiệm sẽ được gọi là "Nhậm mệnh" (任命) và nghi thức ban chức được gọi là Nữ quan trừ mục (女官除目; にょかんじもく).
Chi tiết Thập nhị ty của Nhật Bản, bao gồm: 
- Nội thị ty (内侍司) hoặc Thượng thị sở (尚侍所): cơ quan thân cận nhất của Thiên hoàng, quản việc cung phụng hầu trực, tấu thỉnh, tuyên truyền, thẩm tra đối chiếu Nữ nhụ và kiểm soát Mệnh phụ vào cung triều bái. Đồng thời, cơ quan này còn phụ trách quản giáo và điều phối các nghi lễ trong cấm nội, chiếc gương "Yata no Kagami" (Bát Chỉ Kính; 八咫鏡) - một trong Tam chủng thần khí cũng do Nội thị ti phụ trách bảo quản. Nữ quan thuộc Ty này gồm:
  - Thượng thị (尚侍; ないしのかみ), 2 người, hàm Tòng tam phẩm hoặc Tòng ngũ phẩm. Trưởng quan phụ trách quản lý Hậu cung thập nhị ty, giống như bí thư trưởng của riêng Thiên hoàng. Luôn tuyển con gái Công khanh chưa lập gia đình hoặc chính thê của Công khanh để sung nhậm. Bởi vì thường xuyên ở trước mặt Thiên hoàng, chức vị này dần về sau liền trở thành một thân phận phi tần của Thiên hoàng.
  - Điển thị (典侍; ないしのすけ), có 4 người, hàm Tòng tứ phẩm hoặc Tòng lục phẩm. Là Thứ quan của Ty, phụ tá giúp việc cho Thượng thị, sau khi Thượng thị trở thành danh vị cho phi tần thì Điển thị trở thành nữ quan cao nhất của Nội thị ty. Nhưng dần về sau, Điển thị cũng bị tình trạng "Thị thiếp hóa" như Thượng thị, cuối cùng cũng thành danh xưng cho các phi tần. Suốt thời Edo, Điển thị thường xuyên là danh phận phi tần thuộc hàng cao nhất sau "Nữ ngự" (女御)[e].
  - Chưởng thị (掌侍; ないしのじょう), 2 người, hàm Tòng ngũ phẩm đến Tòng thất phẩm. Vốn là Phán quan của Ty, sau khi Điển thị cũng trở thành danh phận phi tần, Chưởng thị trở thành chức quan cao nhất Nội thị ty.
  - Cuối cùng là các "Nữ nhụ" giúp việc trong Ty, khoảng 100 người.

Những Ty còn lại đều tương tự như Nội thị ty, lấy các chữ "Thượng" - "Điển" - "Chưởng" kèm tên của Ty làm tên các chức quan, ngoại trừ Nội thị ty thì các chức Trưởng quan ở 11 Ty còn lại đều chỉ có 1 người đảm nhiệm, các chức vụ còn lại tùy vào từng cơ cấu mà quy định. Cụ thể thì:
- Tàng ty (藏司): quản lý Thần tỷ, cửa cung, quần áo ngự dụng, khăn lược, đồ vật hiến tế, trân bảo và các đồ vật ban thưởng đại thần. Trưởng quan là "Thượng tàng", Thứ quan là "Điển tàng" có 2 người, Phán quan là "Chưởng tàng" có 4 người, các "Nữ nhụ" được 10 người.
- Thư ty (書司): quản lý việc cung phụng nội điển, kinh thư, giấy mực, bút, bàn ghế cùng đàn sáo. Trưởng quan là "Thượng thư", Thứ quan là "Điển thư" có 2 người, các "Nữ nhụ" được 6 người.
- Dược ty (藥司): quản lý việc cung phụng y dược. Trưởng quan là "Thượng dược", Thứ quan là "Điển dược" có 2 người, các "Nữ nhụ" được 4 người.
- Binh ty (兵司): quản lý việc cung phụng binh khí. Trưởng quan là "Thượng binh", Thứ quan là "Điển binh" có 2 người, các "Nữ nhụ" được 6 người.
- Xiển ty (闡司): quản lý việc xuất nhập trong cung. Trưởng quan là "Thượng xiển", Thứ quan là "Điển xiển" có 4 người, các "Nữ nhụ" được 10 người.
- Điện ty (殿司): quản lý việc cung phụng xe ô, than củi và đèn đóm. Trưởng quan là "Thượng điện", Thứ quan là "Điển điện" có 2 người, các "Nữ nhụ" được 6 người.
- Tảo ty (掃司): quản lý giường, chăn đệm và quét tước. Trưởng quan là "Thượng tảo", Thứ quan là "Điển tảo" có 2 người, các "Nữ nhụ" được 10 người.
- Thủy ty (水司): quản lý việc tiến các loại nước tương và cháo lên Thiên hoàng. Trưởng quan là "Thượng thủy", Thứ quan là "Điển thủy" có 2 người, riêng các "Nữ nhụ" được thay bằng "Thải nữ", có 6 người.
- Thiện ty (膳司): quản lý việc kiểm tra thực phẩm trong Ngự thiện trước khi dâng lên Thiên hoàng, ngoài ra cũng phụ trách kiểm kê bánh trái mà Thiên hoàng sử dụng. Trưởng quan là "Thượng thiện", Thứ quan là "Điển thiện" có 2 người, Phán quan là "Chưởng thiện" có 4 người, các "Thải nữ" được 60 người.
- Tửu ty (酒司): quản lý các loại rượu. Trưởng quan là "Thượng tửu", Thứ quan là "Điển tửu" có 2 người, không có "Nữ nhụ" hay "Thải nữ" trong Ty này.
- Phùng ty (縫司): quản lý may vá quần áo, ngoài ra còn điều phối Mệnh phụ nhập cung. Trưởng quan là "Thượng phùng", Thứ quan là "Điển phùng" có 2 người, Phán quan là "Chưởng phùng" có 4 người, không có "Nữ nhụ" hay "Thải nữ" trong Ty này.

Ngoài ra, còn có một số chức vụ khác như:
- Ngự Hạp điện Biệt đương (御匣殿別当; みくしげとののべっとう), chức Trưởng quan của Ngự Hạp điện (みくしげどの), cơ quan chính bán chính thức của Thập nhị ty, chuyên trông nom phục sức của Thiên hoàng. Cũng như "Thượng thị" và "Điển thị", chức quan này cũng dần trở thành một chuyên danh dùng cho phi tần, thường do những người được Thiên hoàng ân sủng đảm nhiệm.
- Nữ tàng nhân (女蔵人; にょくろうど), một dạng nữ phòng hạ cấp, không rõ vai trò cụ thể. Chức vụ này được cho là một biến thể của chức "Tàng nhân" - một chức quan dành cho nam giới rất cao cấp được quyền đi lại trong nội cung[32].

Hậu cung của Thiên hoàng cấm cản nam giới tùy tiện ra vào, vì thế Thập nhị ty lúc này có địa vị rất cao vì họ là những người kề cận Thiên hoàng nhất, do đó không ít Công khanh cố gắn đưa vợ hoặc con gái của mình đảm nhiệm các chức vụ trong những Ty thường xuyên tiếp xúc Thiên hoàng, như Nội thị ty hoặc Thiện ty. Từ thời Nara, triều đình bắt đầu thiết đặt vai trò mới của Nội thị ty, họ chuyên phụ trách liên lạc giữa quan viên và Thiên hoàng trong cấm cung, do đó chức vụ Thượng thị thường trở thành "cầu nối" giữa quan viên khi muốn tiếp cận Thiên hoàng, cũng từ đó Thượng thị cũng trở thành mục tiêu tranh chấp giữa các phe phái, hòng có thể cài người của mình gần với Thiên hoàng nhất, sự biện Biến cố Kusuko chính là một ví dụ cho tầm ảnh hưởng của một Thượng thị. Từ thời Heian, triều đình bắt đầu thiết đặt chức Tàng nhân (藏人; くろうど) có đặc quyền ra vào hậu cung để liên lạc Thiên hoàng, sự xuất hiện của chức vụ này đã khiến vai trò của Thập nhị ty dần bị giảm xuống. Thế kỉ 10 trở đi, chức vụ của 11 Ty đã bị Nội thị ty hấp thu triệt để, chỉ còn Nội thị ty độc chiếm công việc của toàn bộ 12 Ty trước đó. Bên cạnh đó đi theo tác động chính trị, quyền lợi của Thiên hoàng dần giảm xuống, Nội thị ty cũng liên kết qua lại với chế độ Sesshō và Kampaku.
Vào thời Edo, trong hoàng cung đem nữ quan chia ra làm hai khái niệm khác biệt là Nữ phòng (女房) và Nữ trung (女中), đều lấy việc gần gũi Thiên hoàng mà phân cao thấp tương quan, trong đó các nữ phòng lại có 2 mức với 3 cấp khác nhau, phân biệt là Ngự cục (御局) và Ngự hạ (御下). Mức hạng "Ngự cục" là tên của ba cấp quan viên trong Nội thị ty, tức "Thượng thị"・"Điển thị"・"Chưởng thị", họ có thể diện kiến và hầu chuyện trực tiếp với Thiên hoàng, là đãi ngộ cao quý nhất. Mức hạng "Ngự hạ" có 3 danh xưng là "Mệnh phụ" và "Nữ tàng nhân" đã có sẵn cùng "Ngự sai" (御差), họ chỉ có thể được diện kiến mà không được nói chuyện Thiên hoàng. Bên dưới là các nữ trung, tiếp tục được chia làm 3 danh phận là "Ngự mạt" (御末), "Nữ nhụ" (女孺) và "Ngự phục sở" (御服所), họ không thể diện kiến Thiên hoàng.
Hiện tại Cơ quan nội chính Hoàng gia Nhật Bản đã đổi cơ cấu chức vụ của nữ quan, trong đó có:
- Nữ quan trưởng (女官長);
- Nữ quan (女官);
- Đông cung Nữ quan trưởng (東宮女官長);
- Đông cung Nữ quan (東宮女官);
- Thượng hoàng Nữ quan trưởng (上皇女官長);
- Thượng hoàng Nữ quan (上皇女官);
- Thị nữ trưởng (侍女長);
- Thị nữ trưởng bổ (侍女長);

#### Áo nữ trung
Thời kỳ Mạc phủ Tokugawa, nội cung thành Edo được biết đến với tên gọi Ōoku (Đại áo, 大奥; おおおく), một xã hội thu nhỏ tập hợp hơn một ngàn người phụ nữ, được thành lập bởi Tướng quân Tokugawa Hidetada. Trong Ōoku, ngoài bản thân Tướng quân, thì người vợ chính thất của Tướng quân được gọi là Ngự đài sở, mẹ cả ("Đích mẫu"), mẹ ruột ("Sinh mẫu") cùng các thiếp ("Trắc thất") là những đối tượng được phục vụ. Những người hầu kẻ hạ phục vụ gia đình Tướng quân gọi chung là Áo nữ trung (奥女中, おくじょちゅう) hoặc Ngự điện Nữ trung (御殿女中; ごてんじょちゅう), họ chuyên giữ nhiệm vụ phụng sự Tướng quân và gia tộc Tokugawa.
Những tổng quản hầu hạ gia đình Tướng quân có trách nhiệm quản lý các công việc lớn nhỏ trong Ōoku, giữa các tổng quản cũng phân chia thứ bậc. Thời kỳ Edo có chia tầng lớp rất phức tạp, các gia tộc Samurai (Võ sĩ; 武士) tuy là chủ chốt nhưng cơ bản có hai hạng nhất định, lấy việc gần gũi Tướng quân làm thước đo. Có được tư cách trực tiếp yết kiến Tướng quân được gọi là Ngự mục kiến (御目見; おめみえ), hầu hết các quý tộc địa phương Daimyō (Đại danh; 大名) đều có tư cách này, mà các gia tộc samurai lại thường bị chia ra chặt chẽ, tầng lớp có tư cách này được gọi là Hatamoto (Kỳ bổn; 旗本), còn không có tư cách chính là Gokenin (Ngự gia nhân; 御家人). Căn cứ theo tư duy này, nữ trung của Ōoku cũng được chia làm 3 dạng: 
1. Ngự mục kiến dĩ thượng (御目見以上; オメミエイジョウOmemieijou): những người có tư cách gặp trực diện Tướng quân;
2. Ngự mục kiến dĩ hạ (御目見以下; オメミエイカOmemieika): không có tư cách tham kiến Tướng quân;
3. Bộ phòng phương (部屋方; へやがたHeyagata): chỉ có thể quanh quẩn trong "Trưởng cục hướng" (長局向)[g], là các nữ hầu riêng của nữ trung cao cấp.

Thời kỳ toàn thịnh, cả Ōoku có hơn 1.000 người phụ nữ. Khi các gia đình samurai, thương nhân hoặc nông dân muốn đưa người vào Ōoku, thì các cô gái này cần đệ trình một loại giấy thề độc sẽ không tiết lộ những gì nhìn thấy hoặc nghe được trong khi phục vụ ở đây. Xã hội Ōoku có chế độ thoát ly như công sở hiện đại, những vị nữ trung khi phục vụ trên 3 năm thì liền có chế độ cho phép ngày nghỉ, bắt đầu là 6 ngày, trên 6 năm thì 12 ngày, từ 9 năm thì có 16 ngày, những khi cha mẹ qua đời thì cũng có thể đặc biệt xin ra để tang viếng. Những vị nữ trung cao cấp khi tháp tùng các Ngự đài sở đến thăm viếng "Khoan Vĩnh tự" (寛永寺; かんえいじ) và "Tăng Thượng tự" (增上寺; ぞうじょうじ), hoặc được phái đi đến thăm nhà Daimyō, thì cũng có thể tự do xem ca hát.
Rất nhiều gia tộc samurai và thương nhân xem trọng việc đưa con gái của mình vào Ōoku, dù chỉ là hạng tạp dịch cấp thấp, thế nhưng có lịch sử từng ở trong Ōoku cũng khiến những cô gái này được nhìn nhận là "có qua quá trình tu hành danh giá", trở thành một lợi thế cho hôn nhân về sau.
Ngự mục kiến dĩ thượng
- Thượng lạp Ngự niên ký (上臈御年寄; じょうろうおとしよりJōrō Otoshiyori)

Xưng hô chính thức là Thượng lạp Niên ký (上臈年寄), đều xuất thân từ giới quý tộc Kuge (Công gia; 公家) tại kinh đô Kyoto, là người có xuất thân và địa vị lớn nhất trong nhóm Áo nữ trung. Phần nhiều con gái quan viên trung cấp của triều đình Kyoto, vốn là thân phận thị nữ bồi giá đi theo các Ngự đài sở đến Ōoku, thường có 3 người. Về bổn phận, họ chịu trách nhiệm bảo trợ, cố vấn cũng như đảm nhiệm việc lễ nghi sinh hoạt cho Ngự đài sở, đôi khi còn là cố vấn chính trị cho bản thân các Tướng quân và phụ trách chính việc tổ chức nghi thức trong Ōoku. Vì xuất thân "Kuge" đại diện triều đình, các Thượng lạp Niên ký thường đối đầu với các Ngự niên ký xuất thân "Hatamoto" đại diện thế lực Mạc phủ. Mặc dù trên danh nghĩa chức vụ này có quyền lực rất cao, nhưng trên thực tế không có thực quyền nhiều bằng Ngự niên ký.
- Ngự niên ký (御年寄; おとしよりOtoshiyori)

Xuất thân từ tầng lớp samurai thượng cấp "Hatamoto", người có quyền lực tối cao tại Ōoku, phụ trách quản lý mọi thứ trong Ōoku, do đó phim truyện hiện đại Nhật Bản cũng gọi những người này là Đại áo Tổng thủ đế (大奧總取締). Quyền lực cao cấp, có khả năng tham gia chính trị ở Edo, thường có lập trường đối lập với các Thượng lạp Niên ký. Cùng giữ chức vụ này thường đồng thời có 7 người, tiến hành cơ cấu chấp chính theo phiên được gọi là "Lưu trị nguyệt" (流值月), và từ hội nghị này mới quyết định giải quyết tất cả công việc. Khi tiến hành "Lưu trị nguyệt", các Ngự niên ký sẽ đến tụ họp tại một nơi gọi là Thiên Điểu chi gian (千鳥の間) để nghe Biểu sử và Ngự hữu bút hồi báo tất cả công văn, rồi dựa vào kết quả hội ý mà ra mệnh lệnh. Người đầu tiên giữ chức vụ này là Xuân Nhật cục - nhũ mẫu của Tướng quân Tokugawa Iemitsu.
- Ngự trung lạp (御中臈; おちゅうろうOchūrō)

Nữ quan phục vụ thân cận của Ngự đài sở và Tướng quân. Được tuyển chọn dựa vào tài cán và đức độ, không cân nhắc thân phận hàng đầu. Rất nhiều trắc thất của các đời Tướng quân đều từ vị trí này làm bàn đạp. Đảm nhiệm công tác dựa vào 3 lượt phân ban, có "Xuất phiên" (出番), "Ngự tụ" (御袖) và "Phi phiên" (非番). Trong đó "Xuất phiên" chia làm 2 đợt: từ 10 giờ sáng (Triều tứ hạ; 朝四下) đến "Chính ngọ" giữa trưa hoặc đến 2 giờ chiều (Trú bát hạ; 昼八下), đợt thứ hai là từ tối đến sáng sớm hôm sau. Còn phiên "Ngự tụ" là từ "Trú bát hạ" đến sáng hôm sau, mà phiên "Phi phiên" là thường trực lúc Tướng quân nghỉ ngơi.
Các chức vụ khác:
- Trung niên ký (中年寄; ちゅうどしよりChūdoshiyori): đại diện kiêm phụ tá của Ngự niên ký.
- Ngự khách ứng đáp (御客應答, おきゃくあしらいOkyakuashirai): phụ trách tiếp đãi các nữ quyến thuộc các dòng nhánh lớn của gia tộc Tokugawa là "Ngự tam gia" (御三家; ごさんけ) và "Ngự tam khanh" (御三卿; ごさんきょう)[i].
- Ngự phường chủ (御坊主; おぼうずObōzu): phụ trách chuẩn bị vật tùy thân cho Tướng quân, là thành phần nữ trung duy nhất có thể đi lại giữa Đại áo ("Ōoku"), Trung áo ("Nakaoku") và Biểu gian ("Omotemuki")[j]. Khi Tướng quân ở Đại áo, họ sẽ phụ trách mang kiếm hoặc vật tùy thân, vì tính chất công việc nên cần cạo trọc, mặc trang phục nam giới và tầm 50 tuổi trở lên mới được đảm nhiệm[34].
- Ngự đĩnh khẩu (御錠口; おじょうぐちOjōguchi): canh giữ cửa lớn "Ngự linh lang" (御鈴廊; hay còn gọi Thượng chi Ngự đĩnh khẩu 上之御鈴口) - là chính môn tại Ōoku, nối giữa "Đại áo" và "Trung áo" (nơi ở của Tướng quân). Ngoài ra họ cũng phụ trách "Hạ chi Ngự đĩnh khẩu" (下之御錠口) - thông đạo thoát hiểm phòng khi hỏa hoạn, đôi khi còn có vai trò truyền đạt thông tin từ "Trung áo", cần 2 người phiên trực[34].
- Ngự tiểu tính (御小姓; おこしょうOkoshō): các thiếu nữ độ tuổi từ 7 tới 16 tuổi hầu cận Tướng quân và Ngự đài sở. Họ đều xuất thân từ các gia đình samurai từ tầng lớp "Hatamoto", có cơ hội lớn được tuyển chọn làm Ngự trung lạp. Đến khi 13 tuổi, sau khi trải qua lễ thành niên Genbuku (Nguyên phục; 元服) thì họ sẽ được gọi là Nguyên phục tiểu tính (元服小姓; げんぷくこしょうGenpuku koshō).
- Ngự thứ (御次; おつぎOtsugi): phụ trách quét dọn Phật đường, di chuyển lễ phẩm, sắp xếp các tiết mục du nghệ, chuẩn bị bữa ăn và lưu trữ đồ vật của Tướng quân.
- Biểu sử (表使; おもてづかいOmotezukai): giúp việc cho Ngự niên ký, phụ trách sở nhu vật phẩm của Ōoku.
- Ngự hữu bút (御右筆; ごゆうひつGoyūhitsu): phụ trách văn thư, kiểm tra cống phẩm.
- Thiết thủ thư (切手書; きってがきKittegaki): phụ trách ghi chép tình hình ra vào Ōoku.
- Ngô phục chi gian (吳服之間; ごふくのまGofukunoma): phụ trách làm y phục cho cả Ōoku.
- Ngự tam chi gian (御三之間; おさんのまOsannoma): phụ trách quét dọn các phòng ốc cao cấp, kiêm làm tạp dịch cho Ngự niên ký.

Ngự mục kiến dĩ hạ
- Ngự quảng tọa phu (御廣座敷; おひろざしきOhirozashiki)：cấp dưới của Biểu sử, phụ trách cung cấp đồ ăn cho các nữ quyến quý tộc Daimyō đang ở trong thành Edo.
- Ngự trọng cư (御仲居; おなかいOnakai): phụ trách an bài đồ vật và khử độc.
- Hỏa chi phiên (火之番; ひのばんHinoban): phụ trách phòng cháy, kiêm tham gia biểu diễn.
- Ngự trà chi gian (御茶之間; おちゃのまOchanoma): phụ trách bưng trà dâng cho Ngự đài sở sau khi ăn.
- Ngự sử phiên (御使番; おつかいばんOtsukaiban): phụ trách đóng mở "Ngự quảng phu ngự đĩnh khẩu"[k].
- Ngự mạt (御末; おすえOsue): cũng gọi Ngự bán hạ (御半下; おはしたOwashita), thân phận thấp nhất trong Ōoku, thường lấy con gái nhà samurai tầng lớp "Gokenin" sung nhậm. Phụ trách làm đủ loại chuyện tạp dịch như nhân sự ở các phòng ban, phụ trách gánh nước cho nhà tắm và nhà bếp, làm phu dịch cho Kago (Giá lung; 駕籠).

Còn có hạng "Bộ phòng phương" là những người trực tiếp đi theo làm công cho các Áo nữ trung cao cấp, có thể nói bọn họ là "Nữ trung của các nữ trung" trong xã hội Ōoku, nên cũng được gọi Hựu giả (又者; マタモノMatamono). Hạng này đại khái có nhiều danh phận như Ngự khuyển tử cung (御犬子供; おいぬこどもOinukodomo), một vị trí chạy chân tạp dịch, phần nhiều tuyển con gái tầng lớp thương nhân ("Đinh nhân"; 町人), từ 16 tuổi làm công tác đến tầm 23 tuổi. Lại có nữ hầu gọi là Trọng cư (仲居; なかいNakai) phụ trách bếp núc cùng dâng bữa ăn, hoặc cũng có các Đa môn (多門; タモンTamon) phụ trách gánh nước và đi theo cầm giày cho các nữ trung cao cấp. Cả hai dạng "Trọng cư" cùng "Đa môn" đều như "Ngự khuyển tử cung", được tuyển từ nhà thương nhân hoặc nông dân.

### Việt Nam
Trước triều đại nhà Nguyễn, lịch sử Việt Nam không có ghi chép cụ thể và chi tiết chức vụ cũng như cấp bậc của các nữ quan, dù có ghi nhận một vài nữ quan ưu tú. Sang thời Nguyễn, căn cứ theo Khâm định Đại Nam hội điển sự lệ, hệ thống nữ quan Việt Nam mới có ghi chép cụ thể. Hệ thống nữ quan triều Nguyễn được gọi là Lục thượng (六尚), tương đồng quy chế thời Đường-Tống.
Khác với Trung Quốc, đứng đầu hệ thống này chính là các phi tần, vì họ đều có vai trò cụ thể trong từng cơ quan của Lục thượng. Thời Thiệu Trị, bà Từ Dụ khi còn là Quý phi đã được giao trọng trách cai quản viện Thượng nghi. Thời Tự Đức, bà Vũ Thị Duyên sau khi được sách phong làm Hoàng quý phi thì được giao quyền cai quản Lục thượng, gọi là "Suất nhiếp Lục thượng", sau vì việc quản lý của bà chưa được chu toàn khiến cung nhân tiến cơm trưa chậm làm trái ý nhà Vua, nên bà bị giáng làm Trung phi và tước bỏ quyền cai quản Lục thượng, chỉ được giữ việc cũ là quản Thượng nghi. Thời Đồng Khánh, Hoàng quý phi Nguyễn Hữu Thị Nhàn được ban kim bài chiều ngang khắc chữ "Đồng Khánh sắc tứ", chiều dọc khắc chữ "Kiêm nhiếp lục viện", Giai phi Phan Văn thị cũng được phong làm "Quyền nhiếp lục viện", cai quản Lục thượng cùng Hoàng quý phi. Còn Quán phi Trần Đăng thị, Chính tần Hồ Văn thị, Nghi tần Nguyễn Văn thị, Dự tần Trần Văn thị cũng được phân ra cai quản Lục thượng viện. Sau vì cư xử không đúng mực, Quán phi, Chính tần và Nghi tần bị giáng xuống làm Tùy tần, Mỹ nhân và Tài nhân cũng như mất quyền cai quản Lục thượng.
Năm Minh Mạng thứ 17 (1836), sau khi ban bố 9 bậc phi tần, Vua Thánh Tổ còn cho đặt Lục thượng ty (六尚司) do các phi tần kiêm chức nữ quan đảm nhiệm, định rõ chức phận giữ nội chính cho được tề chỉnh, lúc này thứ tự có: 
- Thượng nghi (尚儀), giữ nghi lễ tiết văn.
- Thượng trân (尚珍), giữ châu ngọc quý báu.
- Thượng khí (尚器), giữ những đồ đạc quý.
- Thượng phục (尚服), giữ chầu, nệm, giường, màn.
- Thượng thực (尚食), giữ các loại bánh trái quà mọn.
- Thượng y (尚衣), giữ việc áo xiêm.

Quản lý Lục thượng ty này lại chia làm các bậc Nữ quan, bao gồm:
1. Thủ đẳng (首等), tức Bậc đầu, là chức Quản sự (管事) của Lục thượng, cùng Tư nghi (司儀) và Tư trân (司珍).
2. Thứ đẳng (次等), tức Bậc thứ, là chức Thống sự (統事) của Lục thượng, cùng Tư hương (司香) và Tư khí (司器).
3. Trung đẳng (中等), tức Bậc giữa, là chức Thừa sự (承事) của Lục thượng, cùng Tư y (司衣) và Tư thảng (司帑).
4. Á đẳng (亞等), tức Bậc á, là chức Tùy sự (隨事) của Lục thượng, cùng Quản ban (管班) của các ban.
5. Hạ đẳng (下等), tức Bậc dưới, là chức Tòng sự (從事) của Lục thượng, cùng Lãnh ban (領班) của các ban.
6. Mạt đẳng (末等), tức Bậc cuối, có chức Mục (目; tương đương Trưởng ban) của các ban và Cung nô Đầu mục (宮奴頭目).

Trong Hội điển cũng ghi lại, quản lý mọi việc là bậc Thủ đẳng, thâu tóm mọi việc là bậc Thứ đẳng, thừa hành mọi việc là bậc Trung đẳng, còn Á đẳng trở xuống là lệ thuộc trực tiếp trong phạm vi mỗi ban, các ban đều có lịch trình riêng phân biệt nhau, gồm 8 ban là: ban Thiều Quang, ban Thuỵ Nhật, ban Kim Hoa, ban Hương Cẩm, ban Tường Loan, ban Nghi Phượng, ban Tiên Quế và ban Ngọc Mai. Vào lúc này thì từ bậc Thủ đẳng đến bậc Hạ đẳng, khi sách phong đều ban cáo sắc bằng giấy Long tiên trục. Bậc Mạt đẳng, do bộ Lễ tuyên sắc, và từ bậc Hạ đẳng trở lên nếu có thự hàm, thì cho các sắc chỉ tuyên phong đều dùng giấy Hội sao. Sau khi viết các trục cáo sắc cho Nữ quan, đều để vào trong hòm gỗ màu đỏ son, các quan bộ Lễ giao cho Cung giám (tức các quan thái giám), rồi từ Cung giám truyền cho Nữ quan ấy nhận lĩnh. Các Nữ quan kính nhận, để trên hương án, làm lễ 3 lần quỳ, 6 lần vái. Về sau nếu có cáo sắc nhận ơn, đều đến trước mặt Hoàng đế làm lễ 3 lạy 6 vái như trên. Khi bị giáng chức, thì do Cung giám trực tiếp truyền chỉ.
Năm Thiệu Trị thứ 3 (1843), Vua Hiến Tổ cho dụ đổi cách gọi Lục thượng ty thành Lục thượng viện (六尚院), lại cho đặt thêm các cơ quan nhỏ trong Lục thượng để cai quản tỉ mỉ và trực tiếp hơn so với khi trước. Hoàn thiện thêm chế độ Lục thượng gồm:
- Thượng nghi (尚儀), coi việc giữ giấy tờ trong nội cung. Trong đó chia ra các bậc quản lý:

Bậc đầu gọi là Chưởng nghi (掌儀), Chưởng lễ (掌禮). Bậc thứ gọi là Tư hương (司香), Tư chương (司章). Bậc trung gọi là Điển thư (典事), Điển hàn (典翰).
- Thượng diên (尚筵), đổi từ Thượng thực, hầu ngự thiện và phụng tiến các thức ăn. Trong đó chia ra các bậc quản lý:

Bậc đầu gọi là Chưởng diên (掌筵), Chưởng yến (掌宴). Bậc thứ gọi là Tư trà (司茶), Tư thiện (司膳). Bậc trung gọi là Điển soạn (典僎), Điển dao (典醪).
- Thượng trân (尚珍), coi giữ ngọc châu, trân bảo. Trong đó chia ra các bậc quản lý:

Bậc đầu gọi là Chưởng châu (掌珠), Chưởng ngọc (掌玉). Bậc thứ gọi là Tư kim (司金), Tư ngân (司銀). Bậc trung gọi là Điển hoàn (典鍰), Điển mân (典緡).
- Thượng y (尚衣), phụng hầu mũ áo và coi giữ xiêm y bốn mùa. Trong đó chia ra các bậc quản lý:

Bậc đầu gọi là Chưởng bào (掌袍), Chưởng cừu (掌裘). Bậc thứ gọi là Tư y (司衣), Tư phi (司緋). Bậc trung gọi là Điển nhu (典襦), Điển chẩn (典袗).
- Thượng phục (尚服), coi việc màn trướng. Trong đó chia ra các bậc quản lý:

Bậc đầu gọi là Chưởng duy (掌帷), Chưởng vi (掌幃). Bậc thứ gọi là Chưởng thường (掌裳), Chưởng đới (掌帶). Bậc trung gọi là Điển khâm (典衾), Điển nhục (典褥).
- Thượng thảng (尚帑), vốn là Thượng khí, coi giữ nội khố. Trong đó chia ra các bậc quản lý:

Bậc đầu gọi là Chưởng trân (掌珍), Chưởng ngoạn (掌玩). Bậc thứ gọi là Tư thảng (司帑), Tư khí (司器). Bậc trung gọi là Điển cẩm (典錦), Điển thái (典采).
Cũng trong năm Thiệu Trị thứ 3, cũng xuống dụ cho đổi tên một số cơ quan: Điển soạn của Thượng diên thành Điển tư (典司); Tư kim và Tư ngân của Thượng trân đổi thành Tư cung (司供), Tư trân (司珍); Điển hoàn cùng Điển mân cũng đổi thành Điển kim (典金), Điển ngân (典銀).

### Triều Tiên
Các nữ quan đều phục vụ gọi chung là Nội mệnh phụ. Đối với các hậu cung, được Quốc vương sủng hạnh và hạ sinh con cái sẽ được gọi là "Nội quan", còn các cung tì phục vụ mọi việc sẽ được gọi là "Cung quan". Các cấp bậc Cung quan được quy định rất chặt chẽ.
Hai vị trí cao nhất, thuộc hàm Chính ngũ phẩm là Thượng cung (尙宮, 상궁) và Thượng nghi (尙儀, 상의), họ là các nữ quan phục vụ trực tiếp cho Vương thất. Một cung nữ ở lâu trong cung, giàu kinh nghiệm sẽ được chỉ định làm Thượng cung. Khi một cung nữ trẻ tuổi được Quốc vương sủng ái nhưng chưa sinh dục con cái, cũng đều được sắc phong làm Thượng cung. Khi đó họ đứng hàng cao nhất trong Chính ngũ phẩm, khác hẳn các Cung quan khác và được gọi là Thừa ân Thượng cung (承恩尙宮, 승은상궁). Tuy nhiên, Thừa Ân thượng cung không được tính vào Vương thất hay Nội quan. Mỗi Thừa ân Thượng cung sẽ được ban cho một Thượng cung khác để hầu hạ. Do tính chất này, họ còn được gọi là "Đặc biệt Thượng cung" (특별상궁; 特別尙宮).
Tuỳ theo vị trí và nhiệm vụ, giữa các Thượng cung với nhau sẽ có phân chia thứ bậc, ví dụ như:
| Tên gọi                 | Phiên âm         | Chữ Hangul | Chữ Hán    | Vai trò |
| Đề điều Thượng cung     | Jejo sanggung    | 제조상궁   | 提調尙宮   | Là Thượng cung có địa vị cao nhất trong số các Thượng cung, quản lý các Thượng cung cùng các cung nữ, có ảnh hưởng trong hậu cung. Họ phục vụ nhà vua với nhiều nội quan khác trong cung, nhận lệnh của nhà vua và có quyền lực chính trị. Đề điều thượng cung chỉ có một người nhưng điều kiện để có thể trở thành Đề điều thượng cung phải là người xuất chúng nhất và thuộc nhóm những cung nữ thâm niên, có học vấn (thường là người thông thạo kinh thư) cũng như phải có năng lực lãnh đạo xứng tầm để có thể thống lĩnh chúng cung nữ. Nhiệm vụ của Đề điều thượng cung là nhận Ngự mệnh (어명,御命) của Đại điện và quản lý tài sản lớn nhỏ của Nội điện. Có thể xem Đề điều thượng cung tương đương với Tể tướng ở tiền triều.                                                      |
| Phó Đề điều Thượng cung | Bujejo sanggung  | 부제조상궁 | 副提調尙宮 | Cũng được gọi là A lý khố Thượng cung (Arigo sanggung, 阿里庫尙宮), phụ trách quản lý công khố của hậu cung, là người chỉ xếp sau Đề điều thượng cung. A lí khố là khố phòng ở Nội điện, ở trong đây có chứa những tài sản quý giá được ghi vào danh mục tài sản cá nhân của Đại vương. Những tài sản quý giá gắn liền với ăn – mặc – ở như chén bạc, vật dụng bằng sắt và đồ đồng cùng với các loại vải nhiều màu có khảm đá quý. Tất cả những vật dụng này khi lấy ra và trả lại đều phải qua tay của A lí khố thượng cung. |
| Chí mật Thượng cung     | Jimil sanggung   | 지밀상궁   | 至密尙宮   | Cũng được gọi là Đãi lệnh Thượng cung (Daeryeong sanggung, 待令尙宮), phụ trách việc hầu hạ thân cận với nhà vua và Vương phi cùng Vương đại phi, không bao giờ rời bước, cho nên họ mới được gọi là "Đãi lệnh", có nghĩa là chờ đọi mệnh lệnh. |
| Bảo mẫu Thượng cung     | Bomo sanggung    | 보모상궁   | 保姆尙宮   | Họ có nhiệm vụ chăm sóc các Vương tử và Vương nữ. Theo đó ở Đông cung sẽ có hai người, còn Vương tử và Vương nữ ở những nơi khác thì mỗi nơi một người. Vương tử và Vương nữ khi còn nhỏ sẽ gọi những Bảo mẫu thượng cung này là A chỉ (아지,阿只). |
| Thị nữ Thượng cung      | Sinyeo sanggung  | 시녀상궁   | 侍女尙宮   | Họ có nhiều nhiệm vụ rải rác trong khắp Nội viện, nhưng nhìn chung thường ngày sẽ làm việc ở những nơi phòng Chí mật. Thị nữ thượng cung đảm nhiệm việc quản lý thư tịch, tuyên đọc các loại sách quan trọng trong các ngày lễ tiết. Những người viết chữ đẹp thì đảm nhận viết sách và phụ trách tấu thỉnh những việc khác. Còn trong các buổi tiệc lớn nhỏ sẽ được chia ra làm Thị nữ thượng cung phục vụ yến tiệc, Thị nữ thượng cung dâng thiện thực và Thị nữ thượng cung dâng rượu. Ngoài việc quản lý những vật dụng khác như chén bát thì Thị nữ thượng cung còn quản lý các từ đường và cũng chịu trách nhiệm khóc tang. Cuối cùng, Thị nữ thượng cung như là một Đặc sứ của Đại vương và Vương phi khi nhà mẹ của Vương phi có chuyện lớn thì nhận ngự mệnh rồi đến đó giải quyết. |
| Giám sát Thượng cung    | Gamchal sanggung | 감찰상궁   | 監察尙宮   | Họ có nhiệm vụ đánh giá và trừng phạt các cung nữ. Đối tượng giám sát thường là những cung nữ trẻ tuổi và các cung nữ tập sự mà không tính những Thượng cung thâm niên. Các hình phạt nhẹ thì có thể bị xử bóp chân và nặng có thể bị lưu đày. Những người sống trong cung đều là các gia đình độc lập nên ở mỗi cung điện đều được bố trí hai Giám sát. |
| Nhất ban Thượng cung    | Ilban sanggung   | 일반상궁   | 一般尙宮   | Đây là những người chưa được ban chức danh như những Thượng cung trên. Thường thì ở mỗi bộ phận sẽ có 7 đến 8 người nên họ có trách nhiệm quản lý những Nội nhân thuộc cấp và đảm nhiệm tất cả công nhận ở bộ phận sở thuộc. |

### Châu Âu
Chế độ Thị tùng ("Lady-in-waiting") của Châu Âu phức tạp hay đơn giản cũng tùy thuộc vào thiết đặt của từng quốc gia. Các thị tùng được phân vào một "hệ thống" cụ thể thì đều có bà chủ là Nữ chúa hoặc Quốc phi, sau đó đến thân phận kế nhiệm là Trữ phi - vợ của Trữ quân. Những nữ quyến khác của dòng dõi nhà Vua, bao gồm Vương nữ (Hoàng nữ) cùng vợ của các Vương tử (Hoàng tử), cũng như các quý bà tầng lớp quý tộc khác, tuy rằng họ cũng có thể có được thị tùng của riêng mình nhưng đều không được phân thành hệ thống hoàn chỉnh.

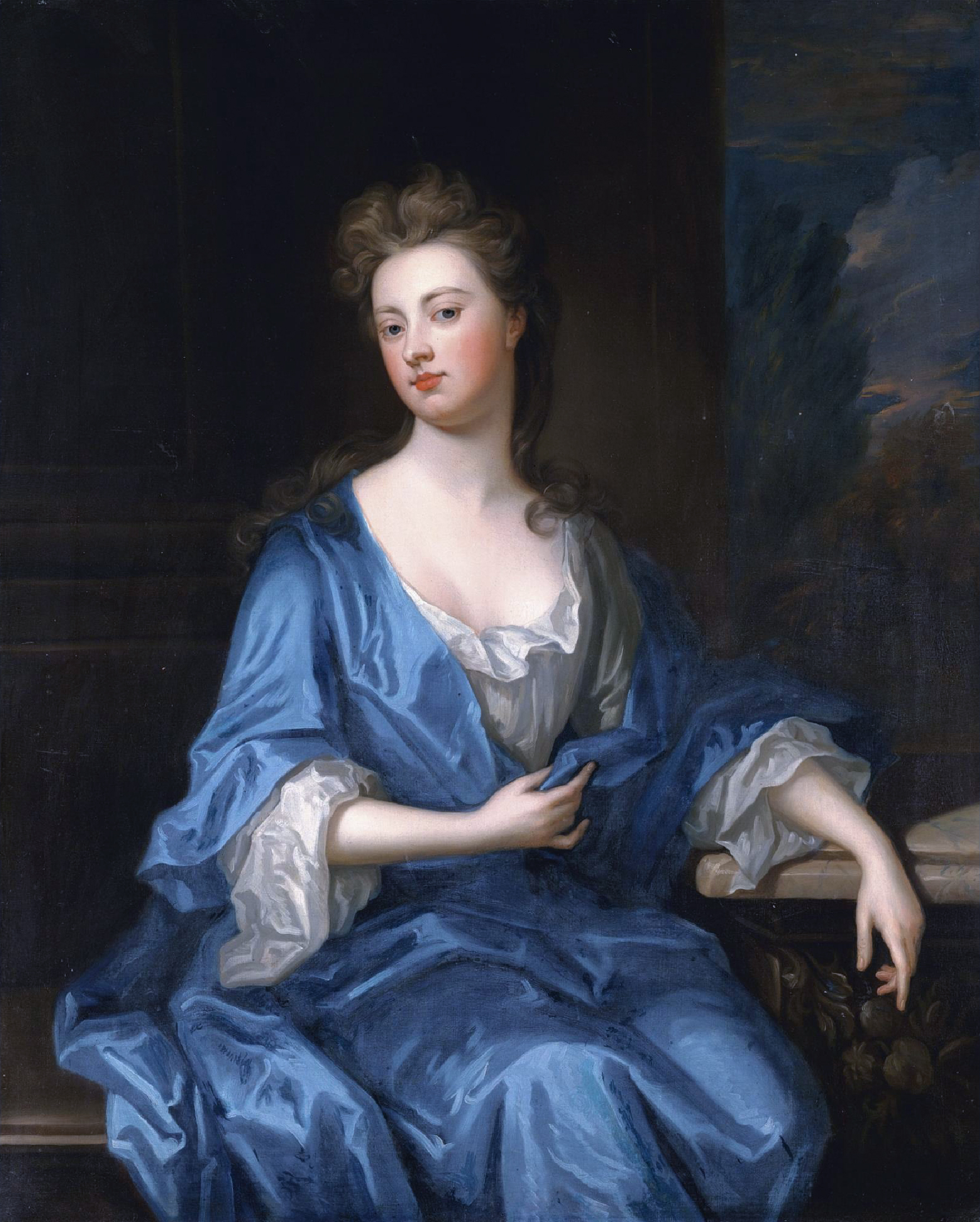
Sarah Churchill, Bà Công tước xứ Marlborough - từng là "Mistress of the Robes" cho Nữ vương Anne.

Triều đình Vương quốc Liên hiệp Anh hiện tại có các phân bậc được hình thành cơ bản từ thời kỳ nhà Tudor và được duy trì y hệt đến hiện tại về cơ bản, cụ thể bao gồm:
- Mistress of the Robes

Đứng đầu đoàn thể thị tùng chính thức của vương thất. Như tên gọi, họ phụ trách bảo quản tủ trang sức và tủ quần áo của bà chủ, chủ yếu là các loại Áo bào (gọi là "Robe") và Mũ miện (gồm "Crown", "Diadem" và "Tiara"). Trong lễ đăng quang của Nữ vương và Vương hậu, chức vị này có nhiêm vụ nâng áo bào diễu hành, đồng thời còn kiêm vai trò chỉ đạo và điều phối các thị tùng khác. Trong thế kỉ 17 và thế kỉ 18, chức vị này thường bị thay thế hoặc bị kiêm nhiệm bởi các "First Lady of the Bedchamber".
- First Lady of the Bedchamber

Đứng đầu nhóm thị tùng thân cận nhất của một nữ chủ được gọi là Lady of the Bedchamber. Xuất thân của họ đều phải là nữ quyến trong một gia đình đại quý tộc, là vợ hoặc góa phụ của Công khanh quý tộc có tước vị từ Bá tước trở lên. Nhóm vị trí này tương ứng với "Lord of the Bedchamber" của Quốc vương, họ sẽ phụ trách việc mặc đồ, phục vụ bánh trái và những công việc hết sức thân cận của chủ nhân, do đó có địa vị rất cao trong triều. Trong thế kỉ 17 và thế kỉ 18, vì các "Lord" kiêm công việc của "Groom of the Stool" - những người phụ trách bảo quản tủ đồ dùng và Áo bào của Quốc vương, nên khi vị Vua chúa là nữ thì vai trò của các "Groom" sẽ được chuyển cho các các "First Lady", và khi Nữ vương Anne lên ngôi, bà tạo thành hiện tượng các "First Lady" kiêm luôn vai trò "Mistress" suốt 2 thế kỉ. Điều này đến năm 1760 mới chấm dứt khi triều đình phân định rõ ràng hơn, các "First Lady" bị "Mistress" thay thế hoàn toàn.
- Woman of the Bedchamber

Một nhóm thị tùng xuất thân đều phải là con gái của quý tộc được gọi là Peer - tức các Công khanh quý tộc nói chung, những người có tước vị truyền đời chính thức. Thông thường xuất thân của họ đều kém các thị tùng thuộc "Lady of the Bedchamber", mặc dù công việc của họ giống nhau: phục vụ nữ chủ nhân những việc riêng tư thân cận như thay quần áo và các sinh hoạt thường thức như phục vụ ăn uống, bưng bê bánh trái cùng chuyển tải thư tín. Căn cứ mô tả của Lady Masham vào năm 1728 khi phục vụ Nữ vương Anne, khi các "Woman" và "Lady" cùng hiện diện trong một không gian, thì "Lady" được quyền ưu tiên phục vụ bà chủ hơn. Đại khái quy luật này như sau: "Khi các Woman nhận đồ từ tay những người phục vụ, họ sẽ dâng cho Nữ vương nếu như không có Lady hiện diện. Nếu như Lady cũng hiện diện thì họ sẽ chuyển cho các Lady, không cần hành lễ. Các Lady dâng lên trực tiếp cho Nữ vương".
- Maid of Honour

Trong tiếng Anh thì danh từ "Maid" đều chỉ đến các thiếu nữ trẻ và chưa chồng, do đó họ đa phần đều là thiếu nữ chưa kết hôn. Xuất thân của họ thông thường không cần quá cao, từ thế kỉ 18 họ đều được hưởng kính xưng "The Honourable" đến hết đời. Hiện tại, họ chỉ được bổ nhiệm trong lễ đăng quang.
Thời Trung cổ ở nước Anh lần đầu ghi nhận Vương hậu Marguerite đem từ Pháp qua 7 người, 3 trong đó đã kết hôn sẽ được gọi là "Domina" còn 4 người chưa kết hôn là "Maid of Honour", chưa thấy những cấp bậc đứng đầu. Đến khi Elizabeth xứ York xuất hiện, căn cứ theo ghi chép của Sứ thần Tây Ban Nha là Rodrigo de Puebla thì Elizabeth có 32 người, trong đó 18 người là quý tộc được gọi là "Gentlewomen", 7 người là "Maid of Honour" và 3 người là "Chamberers Women". Việc có nhiều người như vậy, ngoại trừ thị tùng của riêng Elizabeth thì còn có thị tùng của con gái bà, thậm chí là thân phận thị tùng riêng của các vị thị tùng phục vụ cho bà. Về lý thuyết, bọn họ đều là đoàn tùy tùng của riêng Vương hậu. Cũng từ thời kỳ nhà Tudor trở về sau, phận sự của các thị tùng này chính là được thiết kế như những người bạn túc trực bên cạnh Vương hậu, giúp đỡ về giao tiếp cũng như cả vấn đề cá nhân, có thể ví như "triều đình nhỏ" của Vương hậu. Địa vị của họ tùy thuộc vào gia thế và tước hiệu của gia tộc, nếu vị Vương hậu không phải đến từ nước ngoài thì thông thường họ hàng của họ sẽ được bổ nhiệm vị trí thân cận, như Lady Margaret Lee thời Anne Boleyn hoặc Elizabeth Seymour, Lady Cromwell thời Jane Seymour. Việc bổ nhiệm địa vị của thị tùng cũng là một biểu hiện của lôi kéo chính trị, đặc biệt nếu đó là Nữ vương, sự kiện "Bedchamber crisis" thời kỳ đầu tiên của Victoria của Anh chính là ví dụ nổi tiếng nhất về việc này.

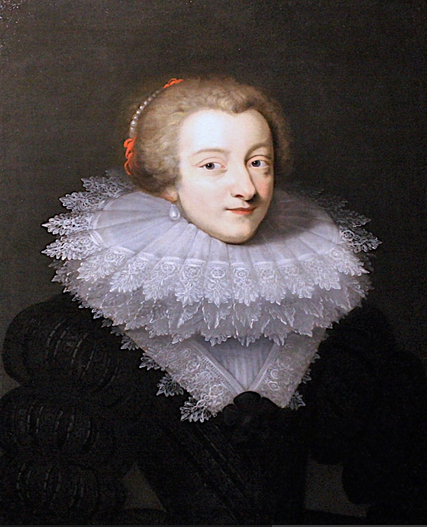
Marie de Rohan - người giữ chức vụ "Surintendante" dưới thời kỳ Ana của Tây Ban Nha.

Chế độ thị tùng của Vương quốc Pháp bị ảnh hưởng từ triều đình Công quốc Bourgogne và được chia ra tương đối phức tạp. Từ thế kỉ 12, sự xuất hiện lần đầu tiên về chế độ thị tùng tại Pháp là dưới thời Vương hậu Pháp kiêm nữ vương Navarra Juana I, người được ghi nhận có 5 vị thị tùng được gọi là "Dame" và "Damoiselles", chủ yếu chia ra làm hai dạng đã kết hôn và chưa kết hôn. Tuy nhiên mãi đến thế kỉ 15, triều đình Pháp do phong trào Phục hưng mới bắt đầu quy mô hóa cái gọi là "Chế độ Thị tùng" của riêng mình.
Việc phát triển này thường được nhìn nhận do Anne xứ Bretagne khởi xướng, vì để đạt được quyền uy hiệu quả nhất khi là Vương hậu của Pháp, bà cần có một hệ thống cấp dưới của riêng mình, một hệ thống có thể đối trọng với đoàn tùy tùng của chồng bà. Sau khi đặt ra "Chevalier d’honneur" cùng một số chức vụ cho nam giới, Anne cũng bắt đầu nghĩ đến nữ giới. Để làm việc đó, Anne đã dần tăng số thị tùng xung quanh mình từ 23 người (vào năm 1490) lên đến 39 người (vào khoảng 1496 - 1498), ngoài ra bà còn rất khuyến khích các công khanh đại thần gửi con gái của mình vào triều để giao lưu và học tập. Tiếp đó, François I của Pháp cũng tích cực tạo nên môi trường "quần thể phụ nữ" đông đúc vì bản tính trăng hoa của mình. Theo như Kathleen Wilson-Chevalier nhận xét, Quốc vương Francis I xem người phụ nữ là một phương thức khiến nam giới trong triều trở nên hào nhoáng hơn, và sự xuất hiện của "nhân tố" này khiến triều đình Pháp có màu sắc mới. Triều đình Pháp dưới thời Francis I được chia ra ba đoàn thị tùng lớn nhất, bao gồm của vợ ông (Claude của Pháp), của mẹ ông (Louise xứ Savoy) và của chị ông (Marguerite xứ Angoulême). Kế đến, chế độ thị tùng Pháp càng hoàn thiện dưới thời kỳ nhiếp chính của Caterina de' Medici. Sở dĩ triều đình Pháp được biết đến đẹp đẽ nhất nhì Châu Âu, cũng là bởi vì các Vua chúa và quý tộc nam giới người Pháp rất khuyến khích sự hiện diện của phụ nữ, xem phụ nữ như một thành quả giàu sang, họ còn so sánh đề tài về phụ nữ "lý thú hơn quốc sự và săn bắn", ví von phụ nữ mới là khái niệm khi nói về triều đình.
Chức vụ các thị tùng của triều đình Pháp, qua nhiều thời gian tạo ra hoặc chỉnh sửa, bao gồm:
- Surintendante de la Maison de la Reine

Có nhiệm vụ giám thị và hầu cận Vương hậu, tương đương "Mistress of the Robes" của triều đình Anh, địa vị cao nhất trong các thị tùng tại triều đình. Được tạo ra từ năm 1619 thời Vua Louis XIII. Tuy nhiên khi nhậm chức, họ phải tuyên thệ lời thề trung thành với Quốc vương mà không phải bản thân Vương hậu. Đồng cấp với "Surintendante" còn có chức vị được gọi là Gouvernante des enfants royaux, nhiệm vụ như là Phó mẫu - chịu trách nhiệm giáo dục các vương tử cùng vương nữ của vương triều. Khi nhậm chức, cũng giống như "Surintendante", họ phải tuyên thệ lời thề trung thành với Quốc vương mà không phải Vương hậu.
- Première dame d'honneur

Đứng sau chức vụ "Surintendante", và đứng đầu nhóm thị tùng đã có gia đình được gọi là Dame d'honneur. Được tạo ra năm 1523 thời Francis I, chức trách của chức vị này bao trùm rất lớn, thậm chí thay thế chức vụ "Surintendante" trong nhiều trường hợp đặc thù, bao gồm quản lý nhân số thị tùng cho Vương hậu cùng các vấn đề hằng ngày của Vương hậu, như mức độ chi tiêu, hướng dẫn các vị khách tiếp kiến Vương hậu vị trí thỏa đáng trong phòng hoặc trên bàn tiệc, thậm chí là thử độc trước bữa ăn của Vương hậu. Khi tiến hành dùng bữa ăn, các "Première dame" này sẽ là người được vinh dự đưa đồ ăn lên Vương hậu, sau đó là bản thân được dùng một đĩa riêng ngay bên cạnh Vương hậu. Trước khi "Surintendante" được tạo ra, thì các "Première dame" trong thời gian dài được xem là chức vụ cao cấp nhất của các thị tùng trong triều đình. Năm 1674, các "Dame d'honneur" được đổi tên thành Dame du Palais với chức trách tương tự.
- Dame d'atour

Phụ trách giám sát chìa khóa tủ đồ quần áo của Vương hậu, họ còn được quyền ưu tiên giúp Vương hậu mặc đồ cùng cởi đồ, thường được chọn từ những quý phu nhân có xuất thân cao. Được tạo ra từ năm 1534, nhưng ít nhất đã được đề cập thoáng qua dưới thời Isabeau xứ Bavaria với danh xưng "Femme d'atour", trong trường hợp "Première dame" vắng mặt thì họ sẽ trở thành người ưu tiên cao nhất trong các thị tùng. Vai trò của "Dame d'atour" thiên về nghi thức, người có ràng buộc về thân phận cao nhất đối với Vương hậu sẽ được nhận vị trí này, họ sẽ tự tay mặc đồ hoặc cởi đồ cho bà chủ, đồng thời còn quản lý tủ và rương quần áo - một trong những "yếu tố" quý giá nhất của thân phận người phụ nữ khi ấy.
- Demoiselles d'honneur

Cũng được gọi là Filles d'honneur, là các thị tùng chưa có gia đình, đều là con gái quý tộc. Chức trách tùy hầu tương tự các thị tùng được gọi là "Dame" tuy nhiên mục đích của họ là để tập làm quen xã hội và tìm hôn phối phù hợp. Họ bị giám sát chặt bởi các Gouvernante de filles chuyên việc giáo dục. Bị bãi bỏ vào năm 1674, vị trí của họ bị sát nhập vào "Dame du Palais".
- Première femme de Chambre

Chức vụ được tạo ra để đứng đầu các Femme de Chambres cùng Lavandières - những nữ hầu cấp thấp chuyên phục vụ các việc khác trong phòng riêng của Vương hậu. Tất cả phụ nữ giữ chức vị hạng này đều không cần thiết xuất thân quý tộc, hình dung về họ tương đối giống nữ hầu (Lady's maid) hơn là thị tùng. Khi cùng hiện diện với "Dame d'atour", các "Première femme" phải nhường ưu tiên, việc này tương tự trường hợp "Lady of the Bedchamber" và "Woman of the Bedchamber" tại triều đình Anh. Một "Première femme" có chìa khóa phòng của Vương hậu, thậm chí có quyền từ chối các yêu cầu diện kiến Vương hậu, trong một thời gian chức vụ này từng có sức ảnh hưởng lớn trong triều đình Pháp.
Mô hình của Burgundy còn là nền tảng phức tạp hóa nhất trong các nước Châu Âu, đặc biệt là hình mẫu chung cho triều đình các nước ở Trung Âu và Đông Âu bao gồm Áo (kiêm Tây Ban Nha thời kỳ nhà Habsburg), Đức, Đan Mạch, Thụy Điển và Nga. Cũng như ở Anh và Pháp, các thị tùng ở các triều đình này luôn có một chức vụ nắm đầu tương tự "Mistress of the Robes" của Anh hoặc "Première dame d'honneur" của Pháp, đồng thời là các nhóm thị tùng có thân phận mang tính hình thức, sau đến là nhóm nữ hầu phục vụ thực sự. Các danh xưng chung của những triều đình này có thể có:
- Camarera mayor de Palacio (tiếng Tây Ban Nha), Hofmeesteres (tiếng Hà Lan), Obersthofmeisterin (tiếng Đức) hoặc Overhofmesterinde (tiếng Đan Mạch)

Các từ này đều có nghĩa là "Court Mistress" hoặc "Chief Court Mistress" trong tiếng Anh. Đúng như tên gọi, những chức vị này biểu thị cho vị thị tùng đứng đầu toàn bộ thị tùng của triều đình. Tại các triều đình của Tây Ban Nha, Áo, Nga và Thụy Điển, chức vị này thường chỉ sau các thành viên gia đình Vua chúa và thậm chí có thể ngang hàng nhiều chức vụ cao cấp khác dành cho nam giới. Nhìn chung các chức vụ hạng này đều là đầu não trong nhóm thị tùng, thâu tóm tất cả vấn đề liên quan đến bà chủ.
Ngoài ra thì tùy triều đình sẽ có quan niệm phân cao thấp khác nhau, thông thường ngay dưới chức vụ "Chief Court Mistress" sẽ có từ 2 đến 3 giai tầng khác. Nhóm thị tùng được gọi là Hofdame, Mere de filles hoặc Kammerfräulein sẽ tương đương "Lady of the Bedchamber" của Anh và "Dame d'honneur" của Pháp, thường chỉ ngay sau "Chief Court Mistress", họ có nhiệm vụ cai quản đồ dùng riêng của bà chủ, đồng thời tháp tùng bà chủ trong các dịp lễ nghi hoặc thường nhật. Sau đó là nhóm Kameniersters, Kammerfrue hoặc Kammarfru, họ tương đương "Woman of the Bedchamber" của Anh, sẽ chuyên phục vụ trong phòng của nữ chủ nhân, xuất thân từ quý tộc cấp cao đến trung lưu, phục vụ gần với bà chủ nhưng sẽ luôn thua nhóm "Hofdame", thân phận của họ là trung gian giữa thị tùng và nữ hầu - tức các "Lady's maid".
Ngoài ra có vài triều đình luôn có nhóm Phó mẫu phụ trách giáo dục con cháu Vua chúa, như Tây Ban Nha có chức Ayas còn Nga là Mamok. Nhân tố thị tùng trong triều cũng có những thiếu nữ chưa chồng, được gọi là Hoffräulein tại Áo hay Erejoffer tại Hà Lan - tương đương "Maid of Honour" của Anh.